# 香港城市大學
香港城市大學，簡稱城大，是香港其中一所公立研究型大學以及綜合大學，校園位於香港九龍深水埗區。該校創立於1984年，當時稱為香港城市理工學院，簡稱城市理工，獲大學教育資助委員會資助，並於1994年正名為香港城市大學。城大是香港頂尖的大學之一，現時屬於「QS世界百強大學」、「泰晤士高等教育世界百強大學」、「美國新聞與世界報道世界百強大學」及「軟科世界百強大學」。城大由商學院、工學院、人文社會科學院、理學院、賽馬會動物醫學及生命科學院、創意媒體學院、計算學院、能源及環境學院、法律學院、周亦卿研究生院、生物醫學院、數碼醫學研究院共12個學院、29個學系及41個科研中心組成 ，提供逾100項學士學位及研究生課程，另設有「城大創新學院」提供一系列適合本科、碩士及博士學生修讀的創新創業課程。位於東莞松山湖高新技術產業開發區校區的香港城市大學（東莞）於2024年正式開辦課程。

## 校史沿革

### 1980年代初：籌辦
1980年11月，港督麥理浩委任了檢討香港專上及工業教育的委員會。該委員會在1981年6月建議，為了適應時代發展，香港應全面加強專上教育，立即展開「第二間理工學院」的籌劃工作。
1982年5月，大學及理工教育資助委員會在倫敦召開第一次會議，隨後提交《第二理工學院第一號報告書》，建議新理工學院命名為「香港城市理工學院」（City Polytechnic of Hong Kong），並認為新理工的校址應參考英國的做法，設於人口稠密、主要交通網絡可達到的地區，於是選擇在九龍仔（今日被視為九龍塘）的朱牯仔村木屋區劃出約12公頃的土地，作建設永久校舍之用。委員會同時決定應盡早在1984–85年度於旺角臨時校舍開課，以待達之路永久校舍落成。
1982年6月，校董會成員獲委任為第二間理工學院的籌備委員會成員，並正式委任鍾士元爵士為籌備委員會的主席。招聘首任院長的工作于1983年初在全球展開，英國拉夫堡理工大學（Loughborough University of Technology）首席副校長莊賢智教授（Professor David Johns）獲委任為首任院長。
1983年11月23日，立法局通過《香港城市理工学院條例》。
1984年1月1日，香港城市理工學院正式成立，鍾士元爵士出任校董會主席。同年7月，約16,000人申請報讀新開設的七項課程；10月8日正式開課，共有480名全日制學生及680名兼讀制學生。開校時臨時校舍設於旺角工業貿易署大樓。
1986年1月，學生會正式成立，10月推出首兩個學士學位課程，分別為商業與公共及社會行政。同年11月舉行首屆畢業典禮。
1989年8月位於九龍塘的永久校舍落成，大學部分課程改於新校舍上課，但由於校園尚在進行機電裝置工程及裝修，大部分課程仍於旺角上課，直至校舍開幕為止。1990年1月，香港城市理工學院第一期校園的附屬設施啟用，由港督衛奕信爵士主持揭幕典禮，其他課程亦陸續遷入現址上課。同年10月設立商學院、人文及社會科學學院、科學及技術學院。同年11月1日設立高級專業學院。

### 1990年代初：正名
1991年，學院向香港政府申請自行評審資格及正名為大學。
1993年7月，香港總督會同行政局授予學院自行評審資格。
1994年11月25日，獲大學及理工教育資助委員會頒授自我評審資格，立法局通過《香港法例第1132章 - 香港城市大學條例》，正式獲得大學名銜。

### 1994年至今：大學時期發展
1997年2月，為學生推出一張全新的學生證「智城卡」，是亞洲首張雙晶片身分證及儲值現金聰明卡。
1998年，創意媒體學院及中國文化中心成立。
2000年4月，大學在校園內推出無線上網服務。
2001年5月8日，大學參與創立的「千里眼控股有限公司」（現「訊智海國際控股有限公司」，港交所：08051）在香港聯合交易所創業板正式掛牌上市，為香港首家把附屬科技初創企業上市的大專學府。
2003年8月，大學招收第一批內地自費學生。
2004年7月，香港城市大學專上學院成立。（城大專上學院於2019年7月由澳大利亞伍倫貢大學接辦，已註冊成為一所政府認可的專上學院，現為香港伍倫貢學院，完全獨立於城大以外。）
2008年3月，獲國家科技部批准，成立「太赫茲及毫米波國家重點實驗室」，是香港首家在工程領域方面的国家重点实验室。
2009年，「海洋污染國家重點實驗室夥伴實驗室」成立。
第四任香港特別行政區行政長官梁振英曾為大學校董會主席。梁振英出任城大校董會主席三年期間，學校很多政策出現改變，其中最為爭議的是更改員工的聘用制度，但同時亦有人認為這些改變使大學教學質素得以提升。2018年起，政府委任黃嘉純出任香港城市大學校董會主席。
2011年1月，城大投資逾一億港元在深圳興建的產學研大樓，舉行啟用典禮。同年10月，邵逸夫創意媒體中心舉行開幕典禮。
2012年2月，學術樓（二）（現李達三葉耀珍學術樓）慶賀落成啟用。
2013年5月，學術樓（三）（現劉鳴煒學術樓）正式啟用。
2014年7月，為慶祝創校30周年，城大採用新徽標，由城大的英文縮寫「CityU」與數字「30」組成，表達追求行動、進步的勵志信息。其後成為大學新校徽。
2015年8月28日香港城市大學以約5.5億元，呎價逾1萬元購入滙基座商場。商場位於1及2座基座，地下至2樓共有3層，合共5.32萬方呎。
香港城市大學於2017/18學年起開辦全港首個六年制自資獸醫學學士課程。自2019/20學年起，該課程獲大學教育資助委員會資助。
2018年2月，香港城市大學與廣東惠州市人民政府在惠州簽署「香港城市大學惠州校園項目落戶潼湖生態智慧區」合作備忘錄，香港城市大學將在廣東惠州擬建設占地面積約1000畝的校園項目，並籌劃合辦動物醫療檢驗中心及食物安全實驗室。城大在2019年6月表示，得悉相關土地不適合規劃作教育用途，而惠州市政府亦因財政考慮原因未能落實之前所做的承諾，因此不會進一步探討。
2018年8月20日香港首家及唯一的動物醫學院命名為「賽馬會動物醫學及生命科學院」，學院由城大與其國際策略夥伴美國康乃爾大學合作於2014年建立，課程2019/20學年起獲大學教育資助委員會資助。
2020年，香港城市大學成立深圳福田研究院及城大物質科學研究院（福田），是首家進入落馬洲河套地區的香港院校。
2020年3月，城大計劃在東莞松山湖高新技術產業開發區設校區，籌建香港城市大學（東莞），預計2024年正式開辦課程。
香港城市大學電機工程學系聯同「太赫茲及毫米波國家重點實驗室」，成立「粵港大數據圖像和通信應用聯合實驗室」。
2023年9月，為迎接新學年，城大推出了嶄新的「城大Heroes」系列，透過傑出校友、學生和教職員的故事，展示城大人追求卓越的決心，闡述他們如何透過以學習為主的創新教與學方式，實現夢想、回饋社會。大學在連接校園和又一城的行人隧道內展示當中12位城大Heroes的故事。訪客穿過煥然一新的隧道時，可以通過兩旁的二維碼連接城大Heroes 專頁 （页面存档备份，存于）了解更多。
2024年9月，城大（東莞）正式啟用。城大（東莞）位於東莞松山湖高新技術產業開發區，2024年首批設立四個本科專業：智能製造工業、計算機科學與技術、材料科學與工程、能源與動力工程；另設六個碩士專業，包括：電腦科學、工程管理學、材料工程及納米科技、商務資訊系統、數據科學，以及電子資訊工程學。

## 大學辨識

### 校徽及象徵
為慶祝創校30周年，城大採用由香港設計師靳埭強創辦的靳與劉設計顧問有限公司設計的校慶標誌，由城大的英文縮寫「CityU」與數字「30」組成，表達追求行動、進步的勵志信息，其後刪除「30」字樣成為新校徽。

### 校訓
|  | 敬業樂群 |

出自《禮記．學記》：「一年視離經辨志，三年視敬業樂群。」唐代經學家孔穎達在《五經正義》中解釋說：「敬業，謂藝業長者，敬而親之；樂群，謂群居朋友善者，願而樂之。」 朱熹則於《朱子文集》道：「敬業者，專心致志，以事其業也；樂群者，樂於取益，以輔其仁也。」

### 校歌（1999年版）

#### 創作背景
校歌源自1999年11月27日至28日香港演藝學院歌劇院上演，由城大師生自創、自編、自演「城市大學十五周年校慶紀念音樂劇」《城市傳奇》的主題曲，其後每年迎新典禮由師生一同唱出。

### 校歌（2021年版）
城大校歌由大學校歌工作小組協助發展，經校董會通過於2021年正式推出。小組由14位成員代表組成，包括管理層、教員、職員、校友、專業作曲家、指揮家、學生、城大合唱團及城大中樂團成員。城大校歌歌詞由郭位教授填詞，並由作曲家李峻一先生作曲，總共有兩個章節，分別為第一章《學研出塵》及第二章《科創入世》，兩章均設有中、英文版本歌詞。

### 校花
香港城市大學於2016年11月7日選定簕杜鵑其為「城花」，象徵城大不斷進取、屢創佳績。

## 校園

### 歷史
1984年至1989年期間，香港城市理工學院的臨時校舍位於今日旺角西洋菜街的前工業貿易署大樓。
1989年9月永久校舍開始交付，學院於1990年1月起陸續遷入新校舍，並把原臨時校舍轉交香港公開進修學院（現香港都會大學，后迁出）作校舍用途。
主校園位於九龍達之路，面積達165,000平方米，面積為全港大專院校中第四大。位於達之路以西的朱牯仔谷地，原址是1962年啟用、1981年8月30日關閉的九龍塘村大同中學校舍和1983年清拆的蕉園木屋區。其後獲得政府撥地，把1993年清拆的歌和老街臨時房屋區的地段作為學生宿舍的位址。
由2019年12月反修例運動起，校方禁止公眾進入校園，並在外圍加設鐵板，封鎖校園，出入口均有保安看守，職員和學生需要拍卡和出示證件才能進入校園。而來往由又一城通往城市大學的俗稱「時光隧道」出入口安裝轉閘機。城大教職員協會和城大學生會署理會長要求校方立即拆除大閘並重開校園，惟校方表示基於校園保安及安全理由，城大會繼續在所有出入口實施出入管制。而大學亦更改開放時間為早上7時至晚上11時，校園多個位置亦加裝閉路電視，部份課室和大堂亦增設讀卡器，學生批評大學校園倒退至中學式管理。校方指有關安排讓治安得以大大改善，人流大減亦有助防止2019冠状病毒病在校園內擴散。

### 地理位置
校舍東部毗連又一城及港鐵九龍塘站，南與九龍仔公共屋邨南山邨及又一居一街之隔，西與石硤尾公園為鄰，與白田邨隔山相望，北坐筆架山底、龍翔道以南。其獨特的地理位置使之成為最方便港九新界學子的學府之一，不少學界聯校組織的會議、各項交流實習活動的面試均選擇在城大舉行，以方便散居各區的與會者。

### 主校園（本部）

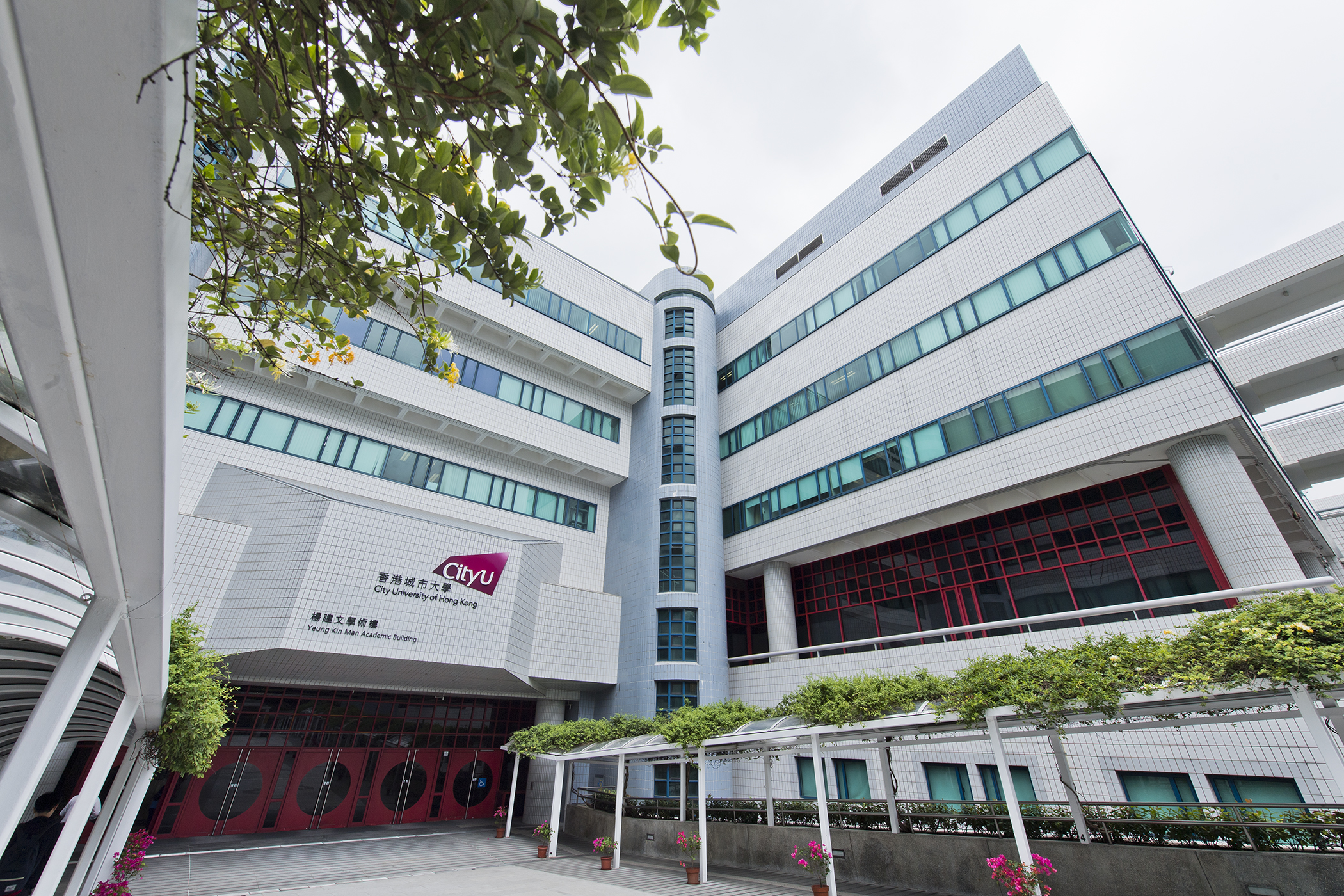
大學的達之路入口，前方為楊建文學術樓，左為蒙民偉樓，右為方潤華樓

包括楊建文學術樓、李達三葉耀珍學術樓、劉鳴煒學術樓、中國銀行（香港）綜合樓、蒙民偉樓、方潤華樓、鄭翼之樓、學術交流大樓、桃源樓、賽馬會健康一體化大樓（預計2025年下旬竣工）、邵逸夫創意媒體中心、兩座高級教職員宿舍（南山苑、德智苑）及十一座位於歌和老街學生宿舍。

#### 楊建文學術樓
楊建文學術樓，前稱學術樓（一）（ACademic 1），於2006年或之前亦曾稱為 「教學樓」，1989年至1994年分階段落成，由費鍾（費雅倫與鍾華楠合夥）、唐謀士兩所建築師事務所合作設計。樓面面積達63,000平方米，當中包括116所實驗室、18個演講廳、課室，學校食堂，以及3個裝置完備的廚房。楊建文學術樓以顏色來分區，依次序分別是紫區（P）、綠區（G）、藍區（B）、黃區（Y）及紅區（R）。除演講廳以外，所有課室、實驗室等都以所處的顏色分區來編號。
2017年4月28日，正式將學術樓（一）命名為楊建文學術樓，以表彰伯恩光學創辦人楊建文博士太平紳士對大學和學生的支持和慷慨捐助。

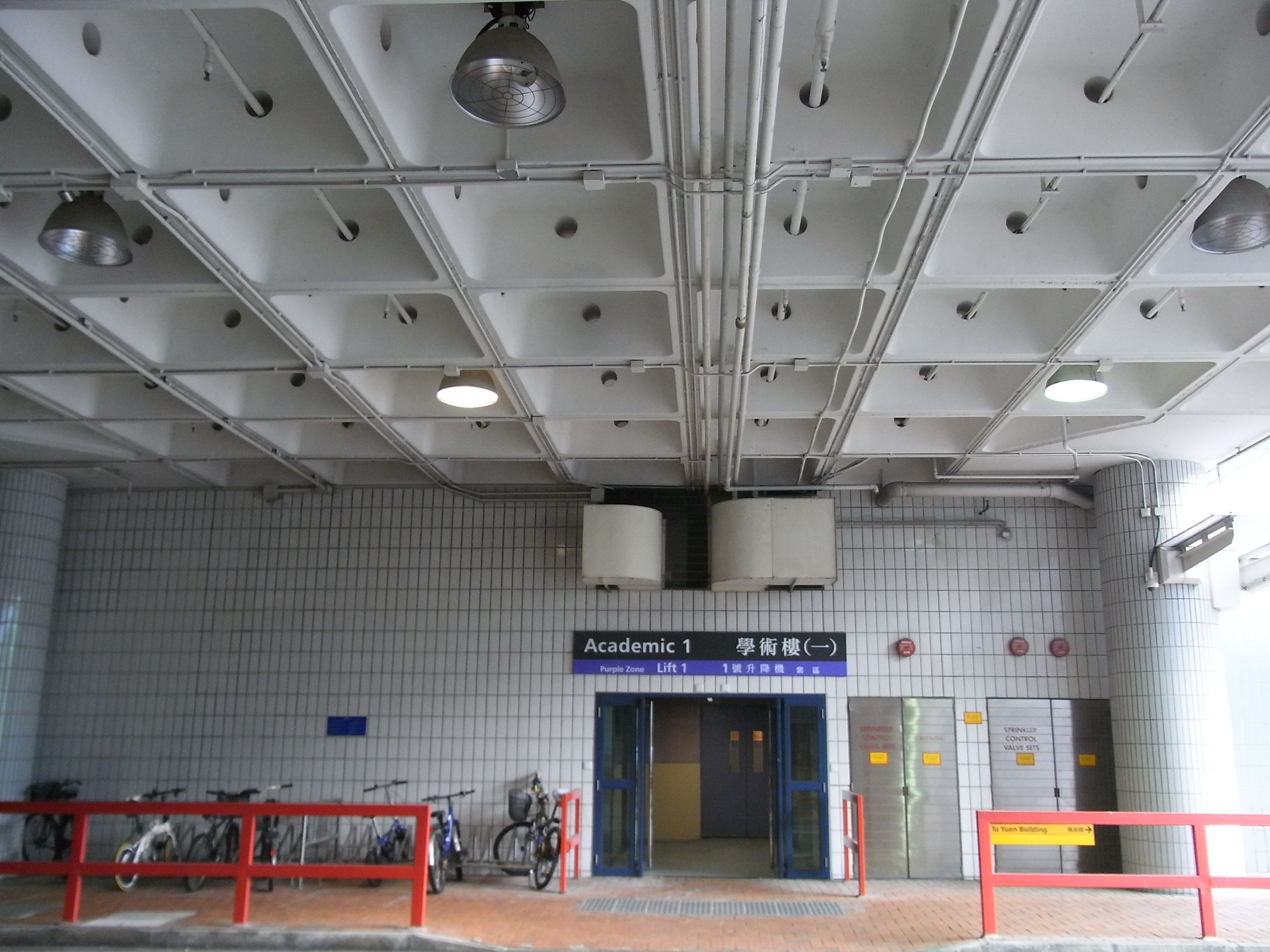
1樓紫區入口
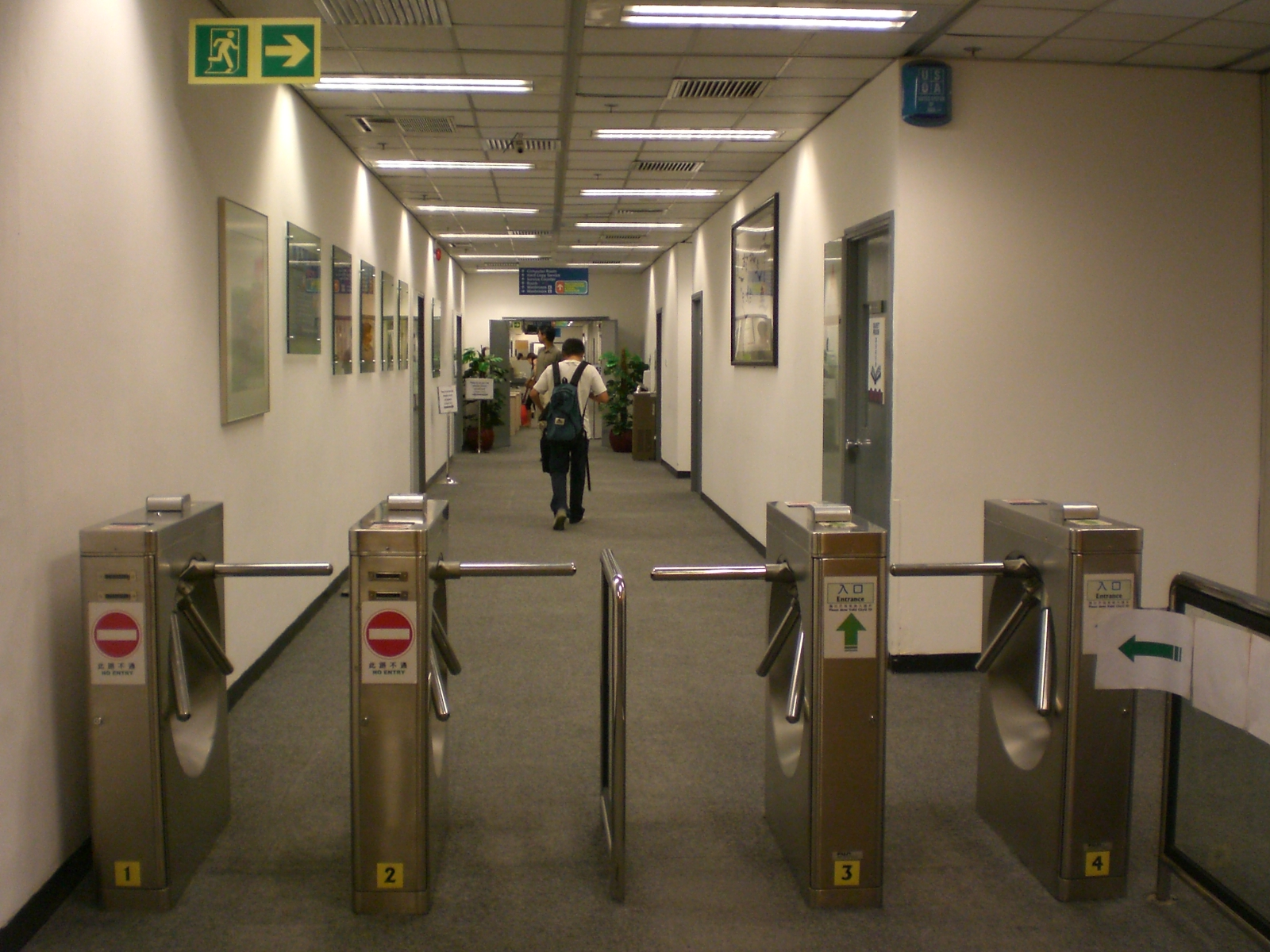
2樓前電算服務中心（已搬遷）入口
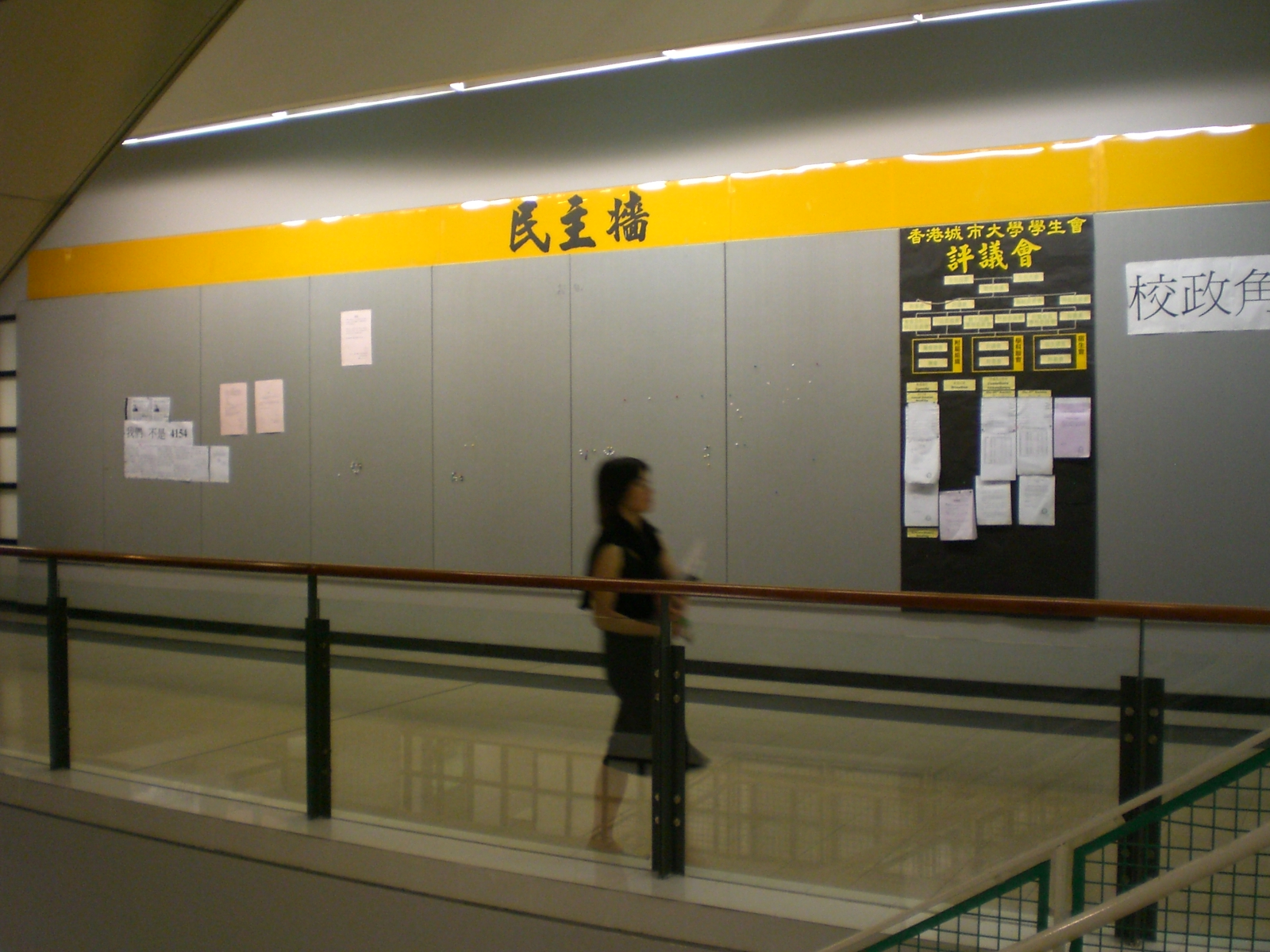
3樓民主牆，到2022年2月被校方拆走
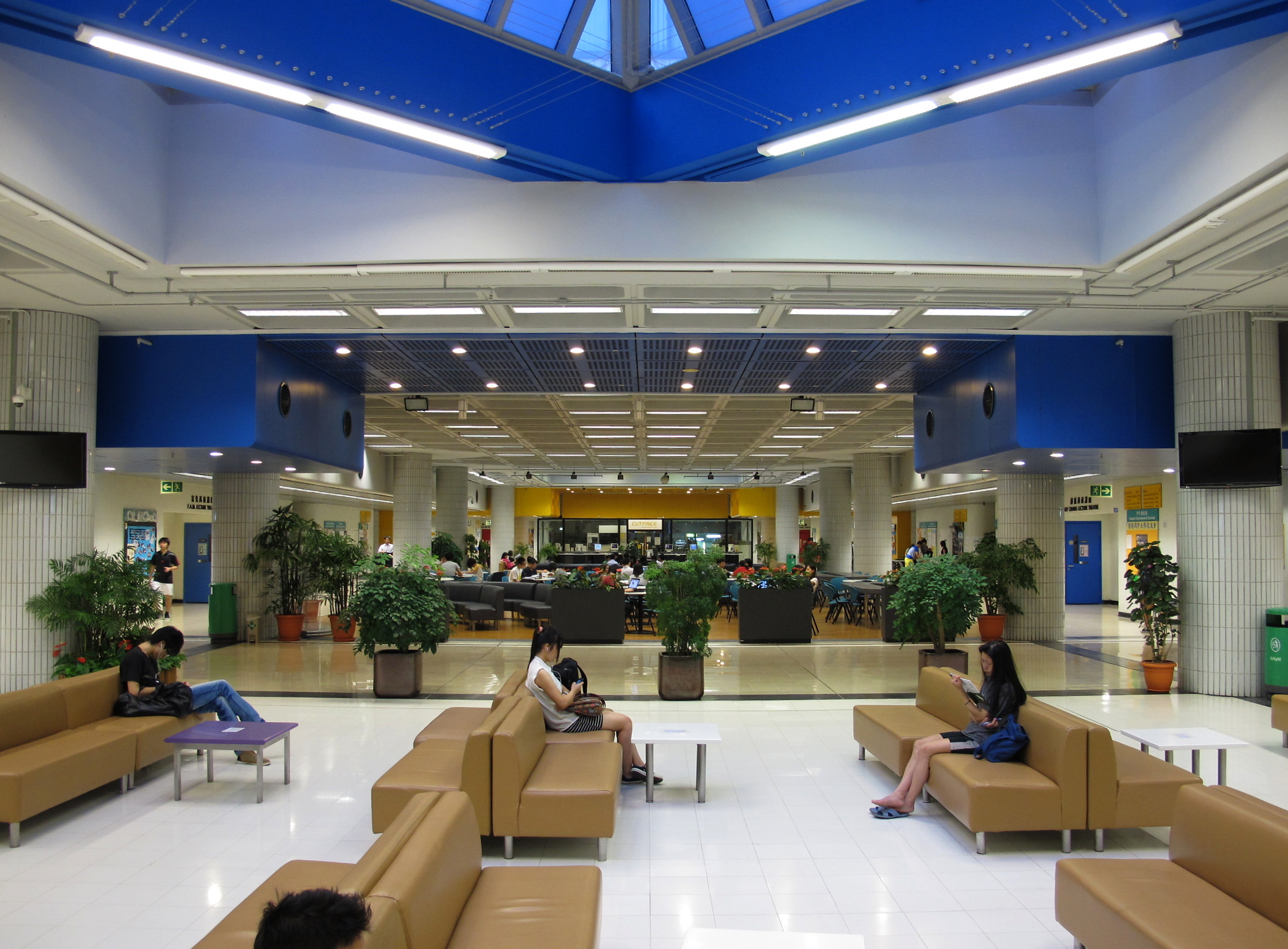
4樓大學道
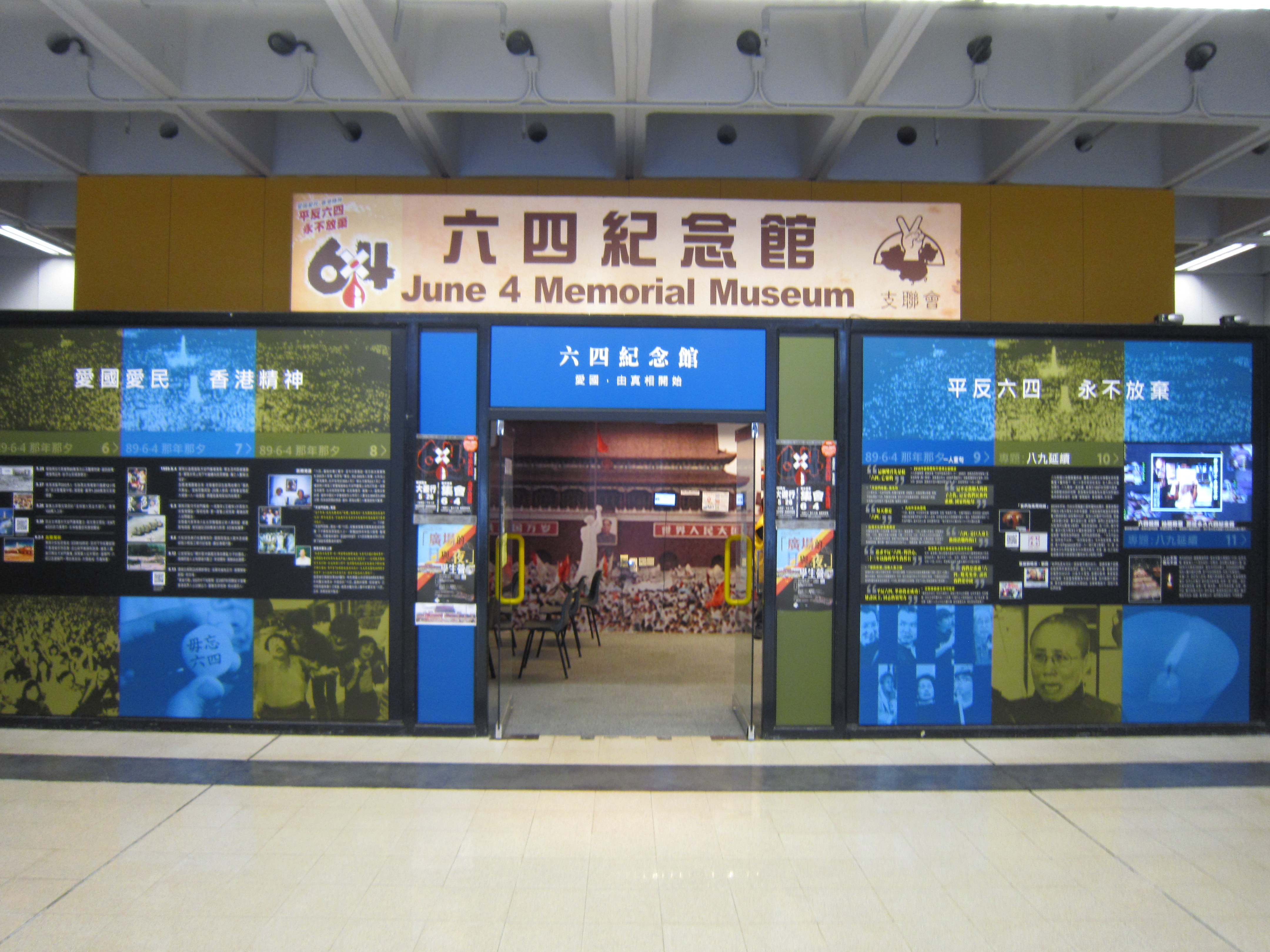
六四紀念館曾於2012年至2013年開放
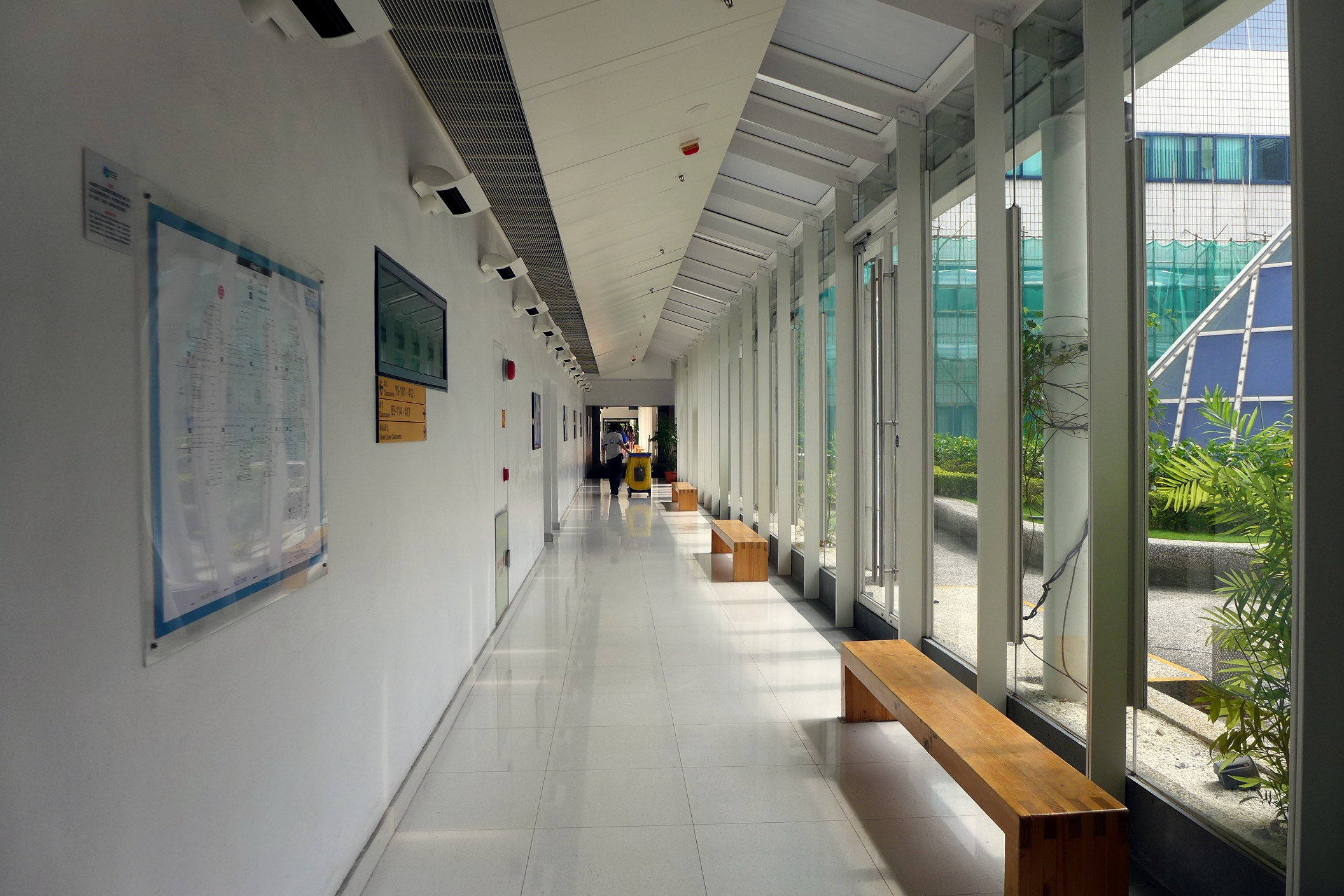
5樓通道
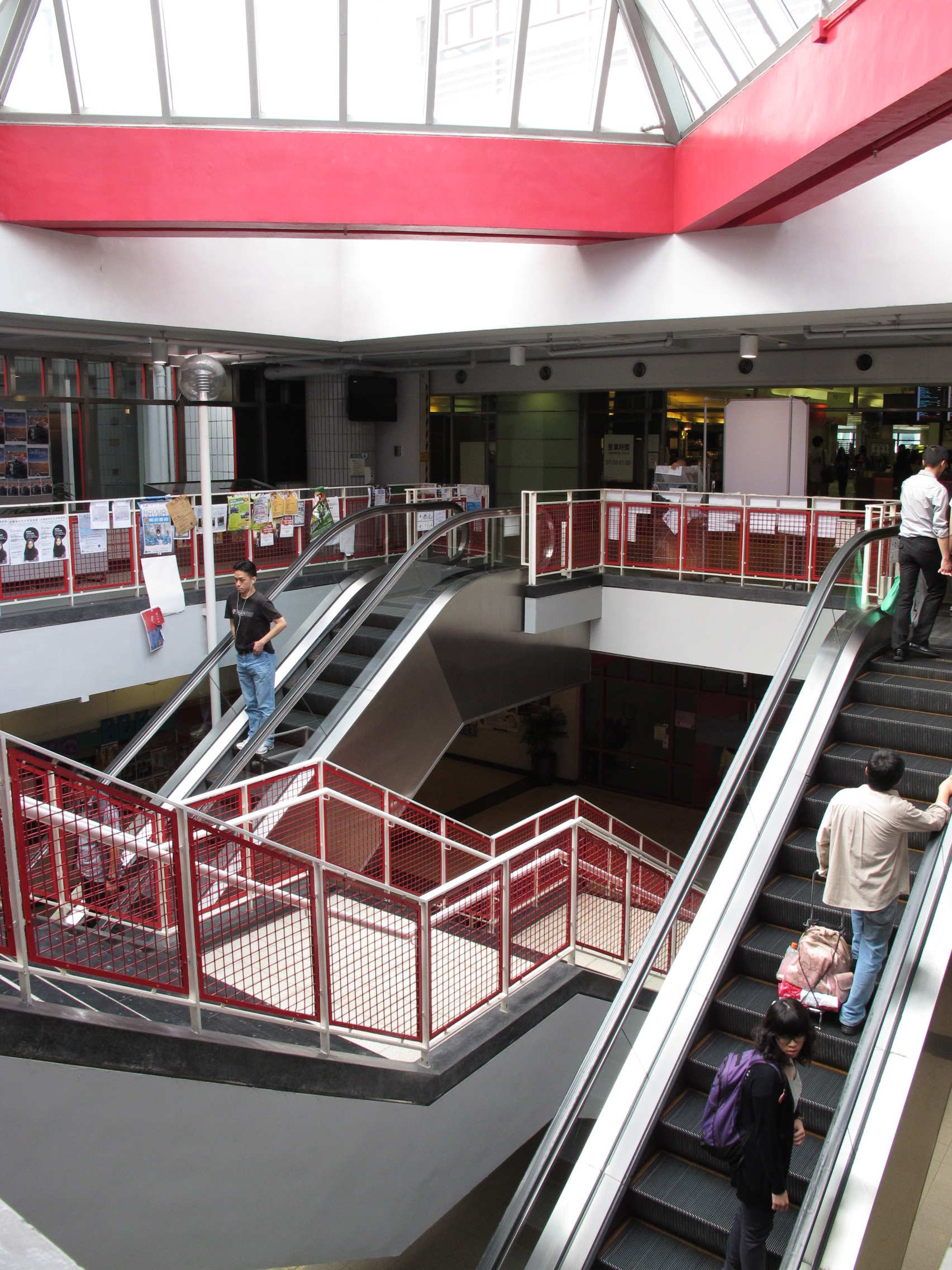
紅區中庭

##### 邵逸夫圖書館
邵逸夫圖書館（Run Run Shaw Library）於1984年成立，1989年遷往九龍塘校園內楊建文學術樓，翌年正式命名為邵逸夫圖書館，以紀念邵爵士之慷慨捐獻。圖書館座落於楊建文學術樓二樓及三樓，位處大學中心區域。圖書館佔地13,509平方米，設有座位約2,530個，另有位於沙田石門某工廈的校外儲存書庫。使用者需持有城市大學相關證件方可進入。
城大圖書館館藏紙本書逾106萬冊，電子圖書逾2百萬冊；合訂本期刊數量約218,000冊，紙本現刊約有1,700種。電子資源亦不斷增加，其中電子數據庫378個，電子期刊逾78,000冊，媒體資料69,400種，網上視聽資料127,000種。
圖書館館藏一系列英國法律史圖書。英國法律特藏書庫為亞洲地區最佳館藏之一，以典藏1900年以前出版之英國法律珍本書為主，其他廣泛範疇的相關學科皆有收納。重要藏書包括 La novvelle natura breuiu, 1553, Henrici de Bracton de legibus & consuetudinibus Angliae libri quinq, 1569, La graunde abridgement, 1573, Commentaries on the laws of England, 1768-1769 等。
圖書館於2007年率先設立與推行「學習共享空間」。「學習共享空間」整合了圖書館服務、科技及其他校園服務，是一個可以同時配合休閒閱讀、自學探索和群體研習等不同需要的理想學習空間。圖書館推出的重要舉措有：2007年設立Oval 電腦區、技術支援櫃台、參考諮詢服務櫃檯、迷你影院、休閒區、悠然角；2009年設立人文學堂、讀者指導室、多用途展示區（於2016年命名為和富基金廊）；2013圖書館新翼投入使用，增加了館藏及自修區；2015年開放四庫全書閱覽室。
2008年，圖書館與無線射頻識別（RFID）技術領域的研究人員合作，率先在香港利用超高頻RFID技術設計了EasyCheck 系統。EasyCheck已在指定參考書庫使用，用戶可在任何時間自助借閱或歸還多種圖書館館藏。圖書館亦獲得八達通公司的批准及授權，結合圖書館系統與八達通研發了EasyPay系統，自動處理繳交逾期罰款。EasyCheck與EasyPay系統均在內地及香港取得專利。
2014年，圖書館與法律學院、知識轉移處、教育發展及精進教育處合作開設「創意工作坊」。創意工作坊是位於圖書館的一站式資源中心，旨在幫助學生與校內讀者發揮及展示想像力、彼此交流，共享意念並創出新意。
2016年，圖書館發展出新型 多螢幕虛擬實境（CAVE），幫助學生在學習與研究中探索創新，以此支持大學的「重探索求創新課程」。CAVE是Discovery Corner的一部分，後者是一個一站式場所，學生可在此製作並修改3D模型及虛擬實境項目，供作業或研究之用。CAVE是一個投射式虛擬實境顯示器，位於一個房間大小的空間內，可讓多人同時使用而獲得相同的沉浸式體驗。圖書館Discovery Corner亦配有虛擬實境頭戴式裝置，讓學生個別感受沉浸式體驗。除了CAVE之外，Discovery Corner還提供3D掃描服務及桌上型電腦。

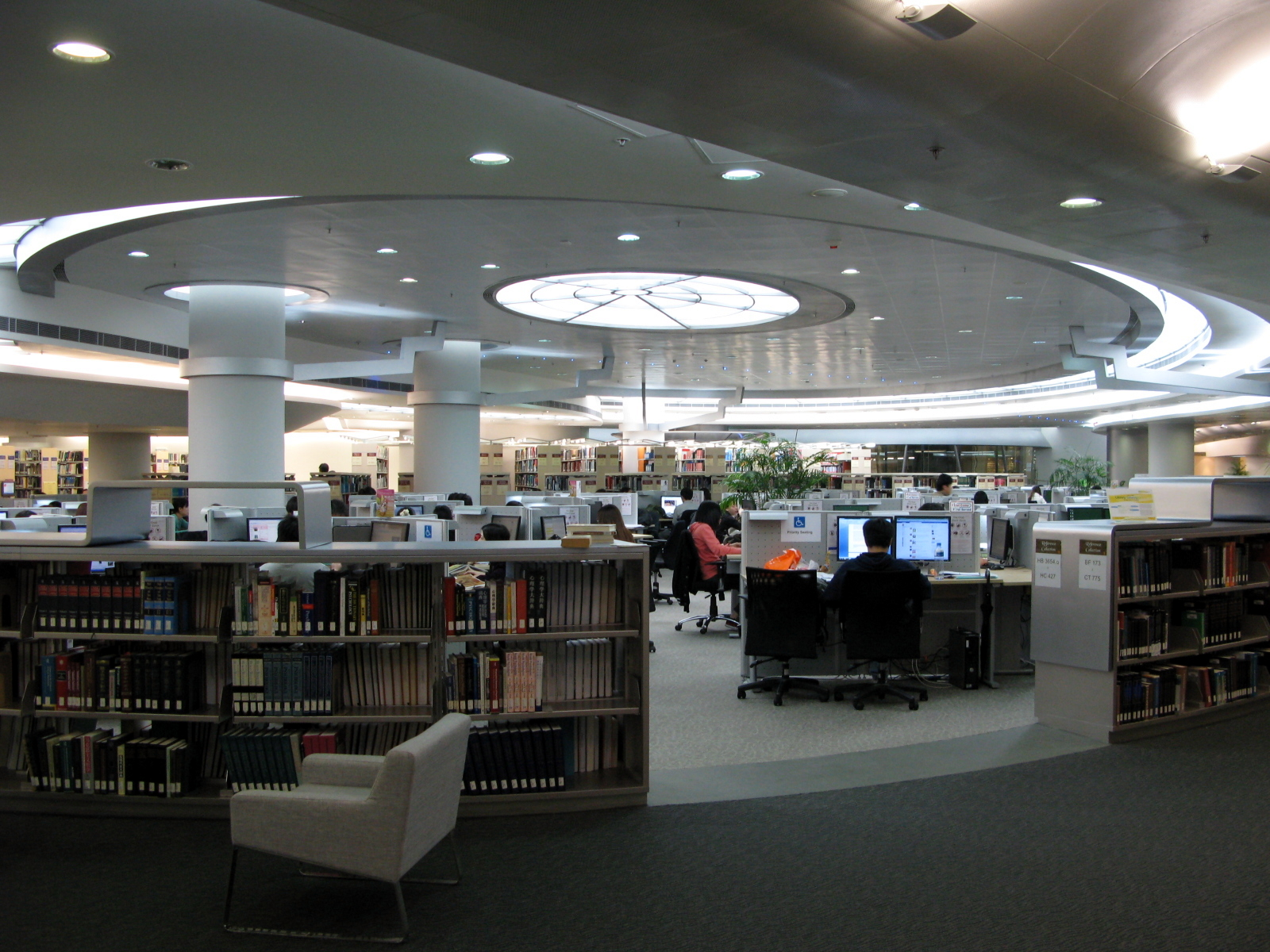
邵逸夫圖書館內部

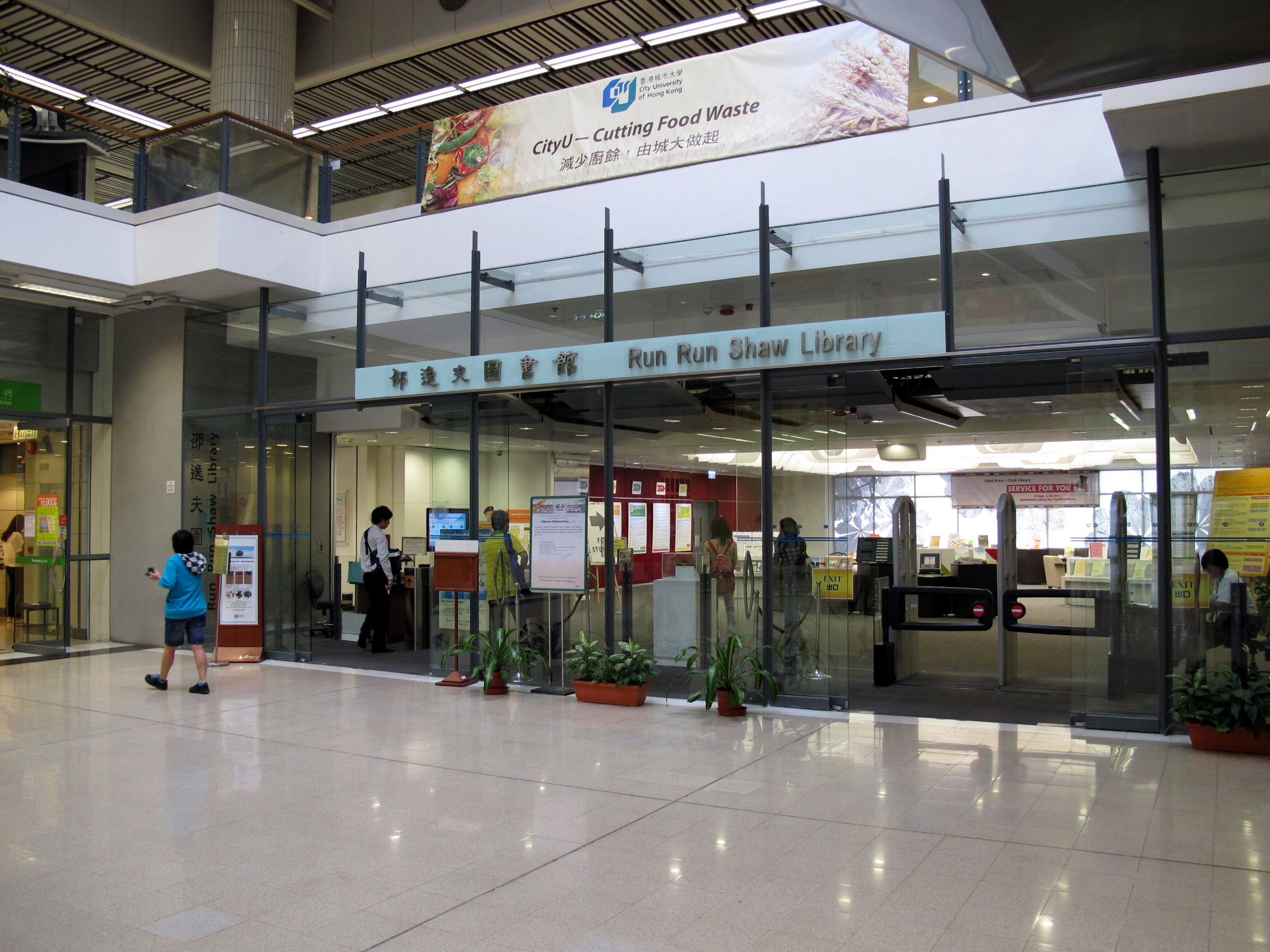
圖書館入口
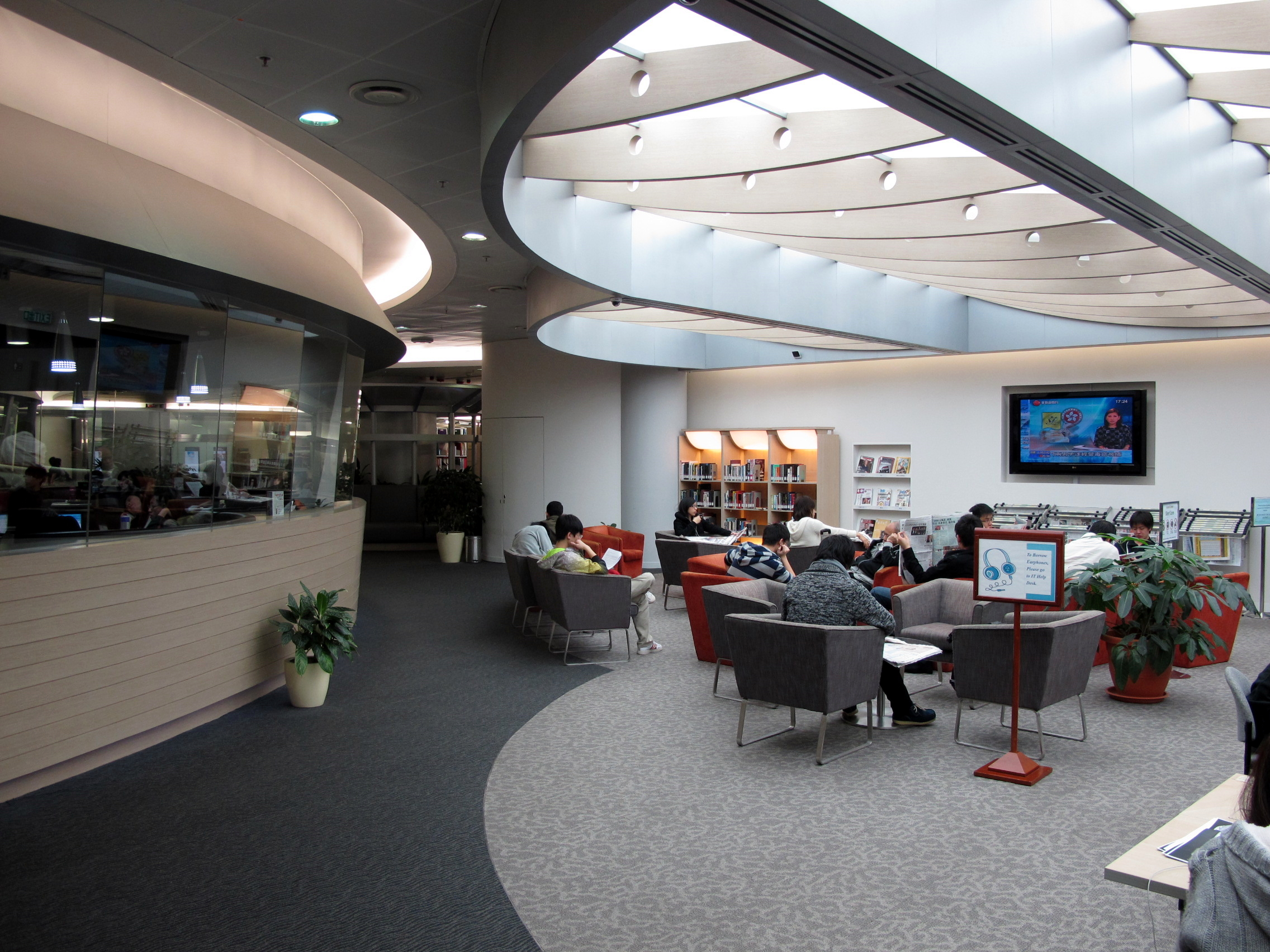
報紙及刊物閱讀區
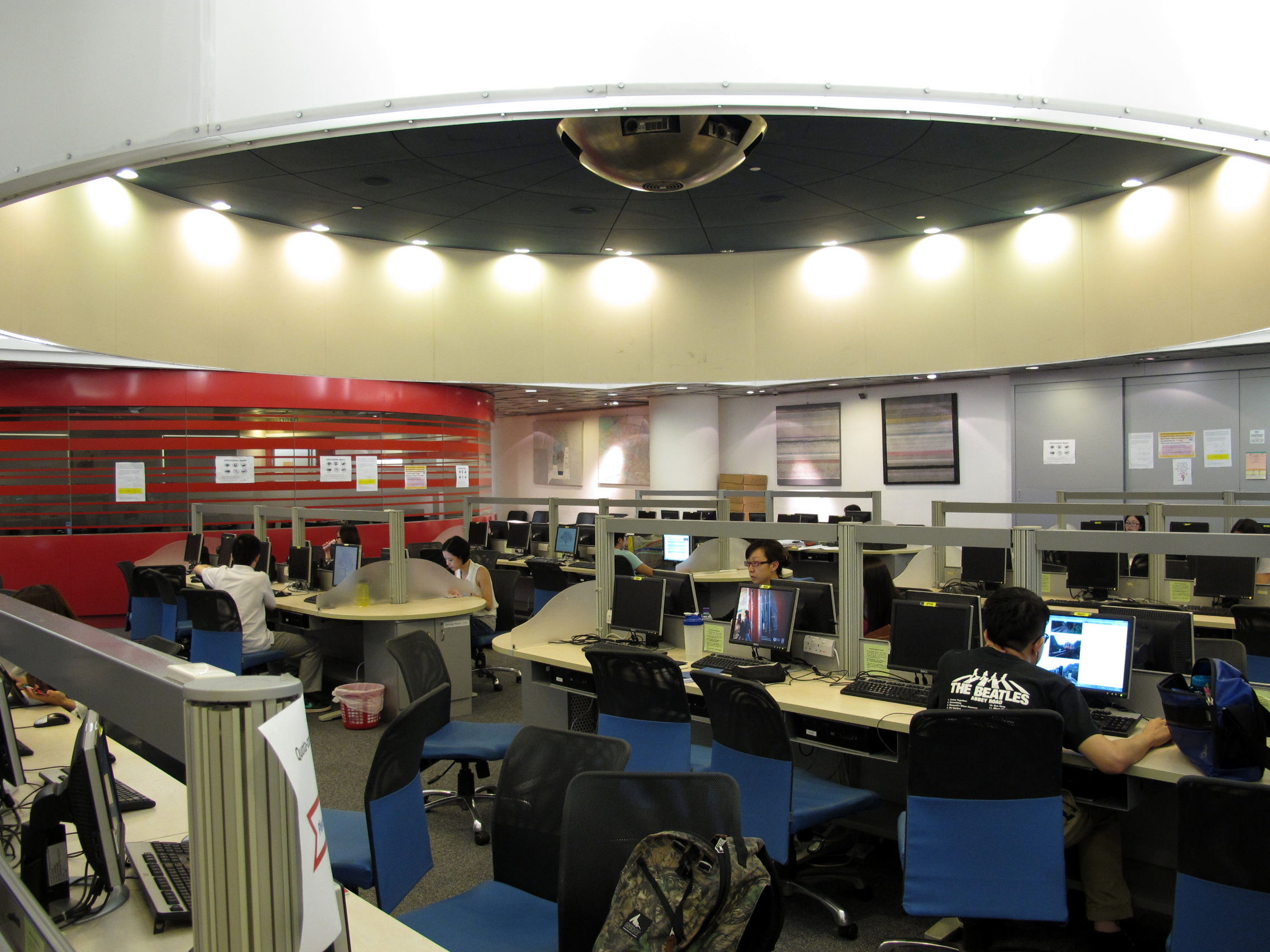
資訊坊
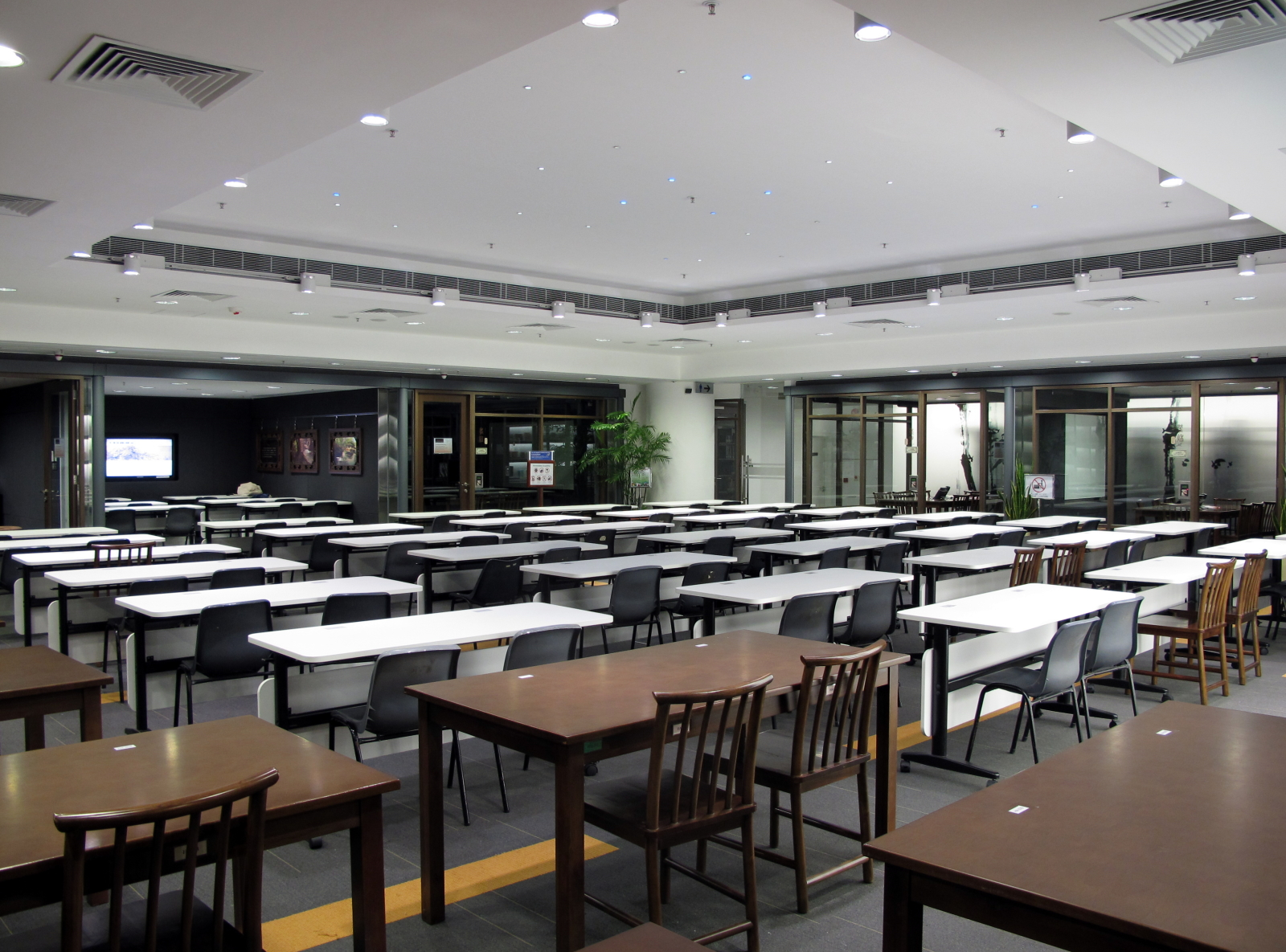
討論房間及溫習區

#### 李達三葉耀珍學術樓

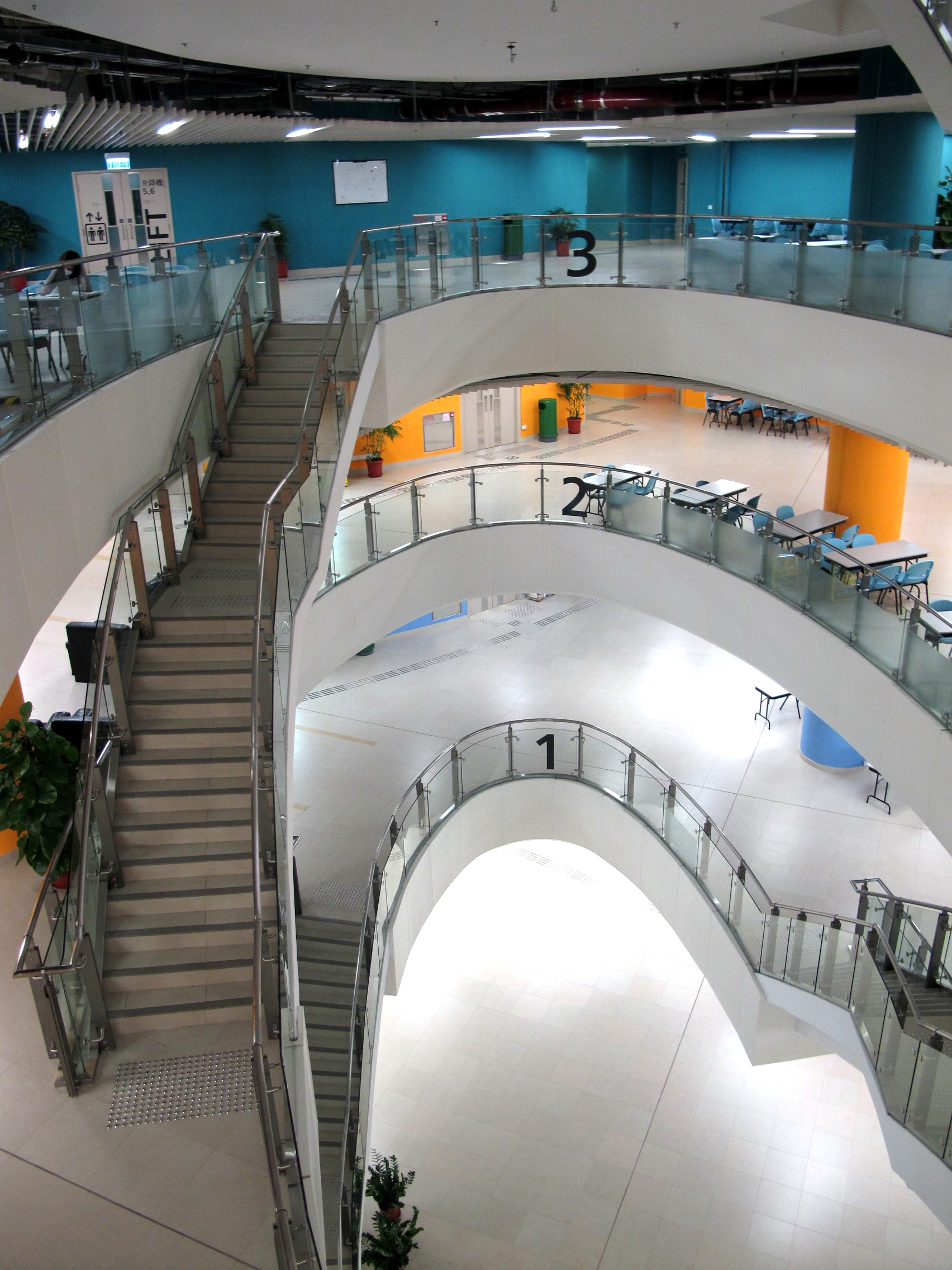
李達三葉耀珍學術樓低層中庭

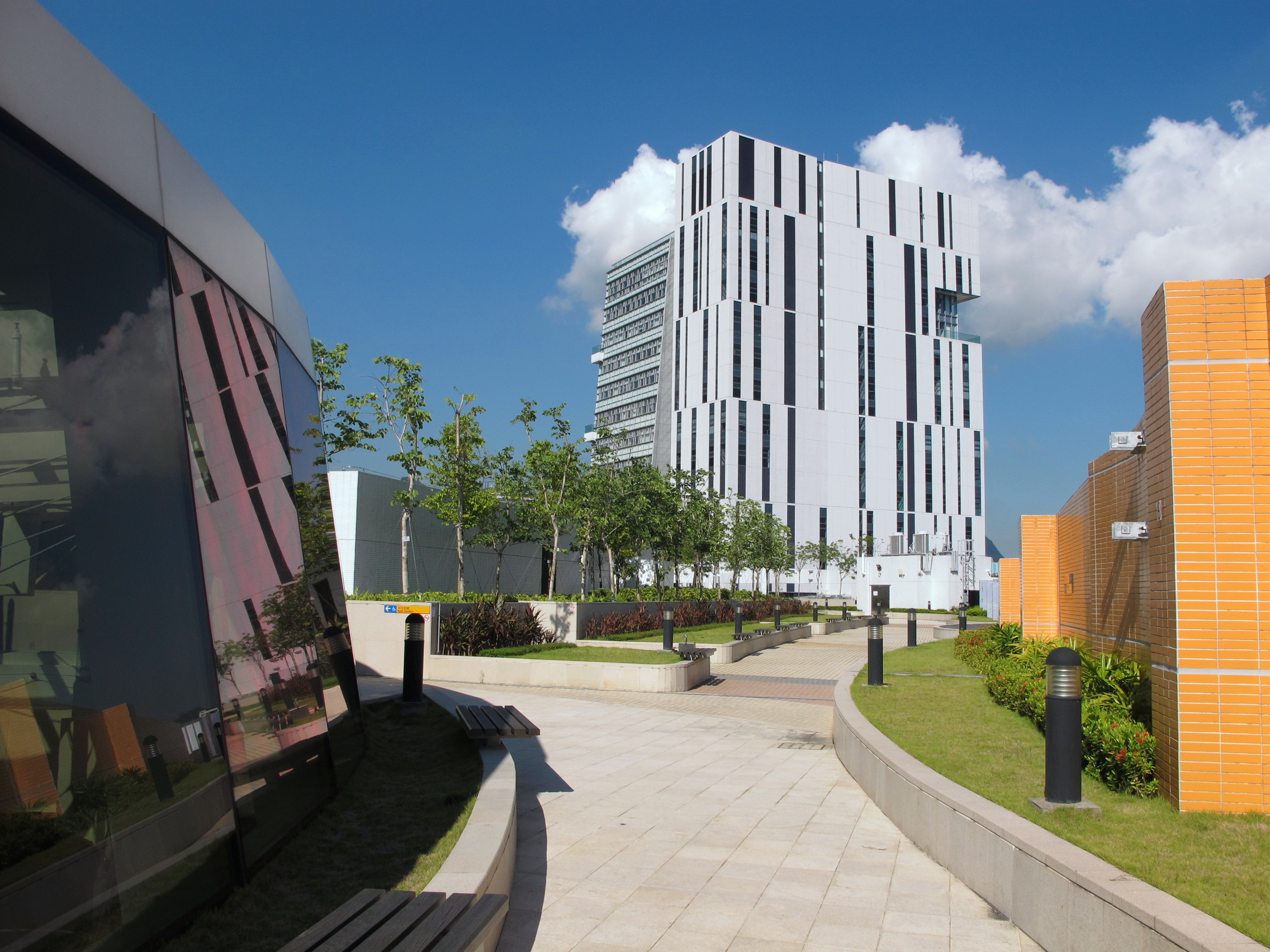
位於頂樓的空中花園

李達三葉耀珍學術樓，於2011年至2016年4月稱為學術樓（二）（ACademic 2），由國際性建築師事務所凱達環球設計。原稱為「城大專上學院大樓」，總面積20,900平方米，座落於校園內綜合運動場館後的斜坡上，配備資源中心、設計室、電腦室、語言實習室、學生飯堂、課室、演講廳、影音室、多用途活動室和空中花園。大樓原計畫於2010年4月啟用，讓所有城大專上學院（現為伍倫貢學院，為一所政府認可的專上學院，完全獨立於城大以外）的學生使用，不過最終只限舒緩資助學士課程及九龍塘就讀自資副學士課程的學生之用，最終於2011年7月落成，並於8月啟用。主要供約4,400名當時城大專上學院及最多1,600名城大全日制自資學位課程學生使用。
城大於2016年4月28日將學術樓（二）命名為「李達三葉耀珍學術樓」，以表彰李達三博士及夫人葉耀珍女士對城大的支持和慷慨捐助。

##### 電算服務中心
電算服務中心（Computing Services Centre, CSC）臨時辦公室位於李達三葉耀珍學術樓 4樓，同時於李達三葉耀珍學術樓 地下、4樓及5樓設有電腦教室區域，作為跟電子相關的學科的教學課室，並以房號區分。另外，電算服務中心於李達三葉耀珍學術樓 4樓設有手提電腦借用及服務櫃檯，為教職員和學生提供各項服務，包括免費使用電腦、手提電腦借用、免費列印文件服務、釘裝用品提供等。中心也擔任整間大學的電腦管理員，負責各項網上或電子器材資料的整理和維修。電腦教室使用者需持有城市大學相關證件方可進入教室區域及服務櫃檯。

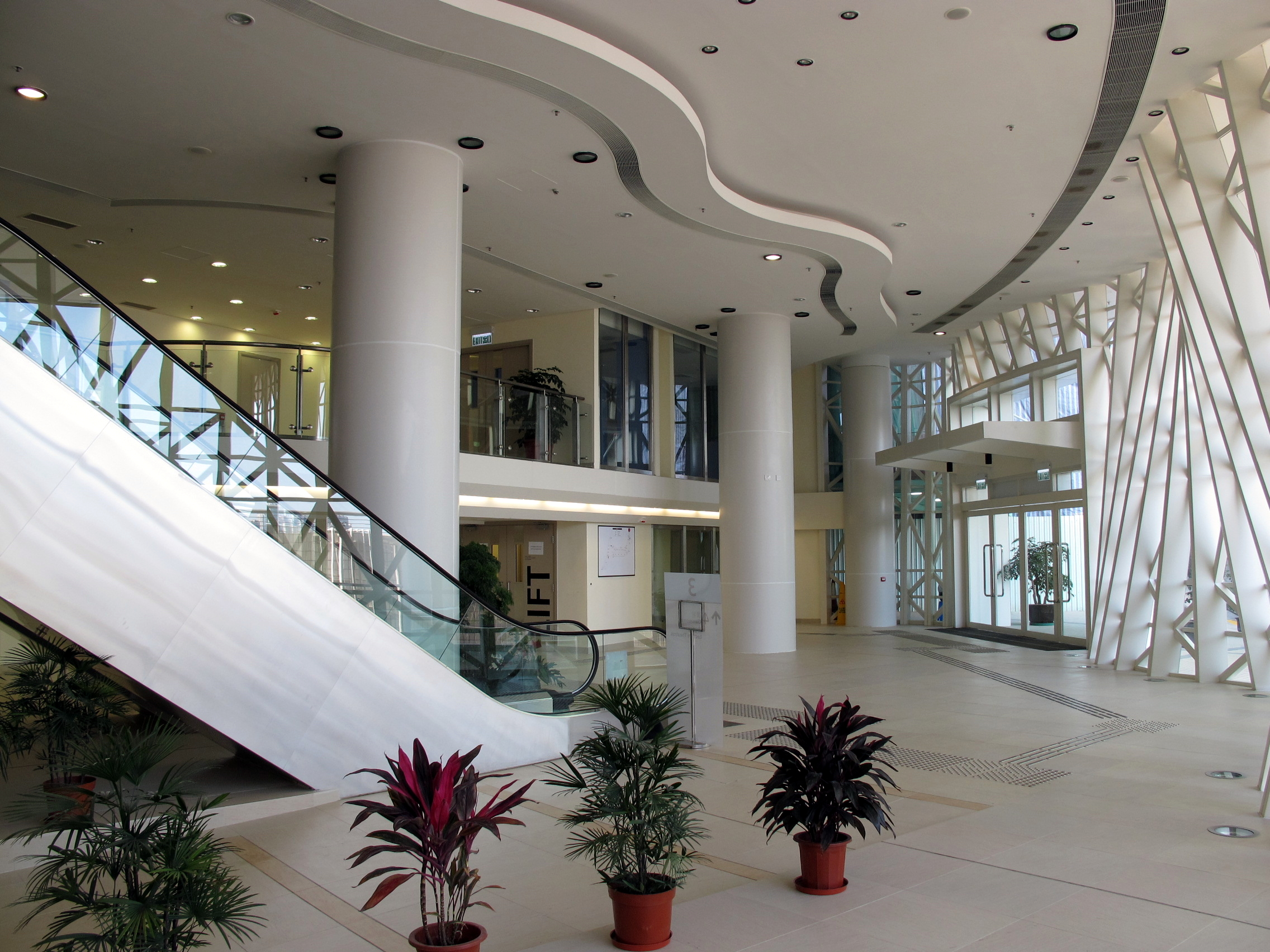
主入口
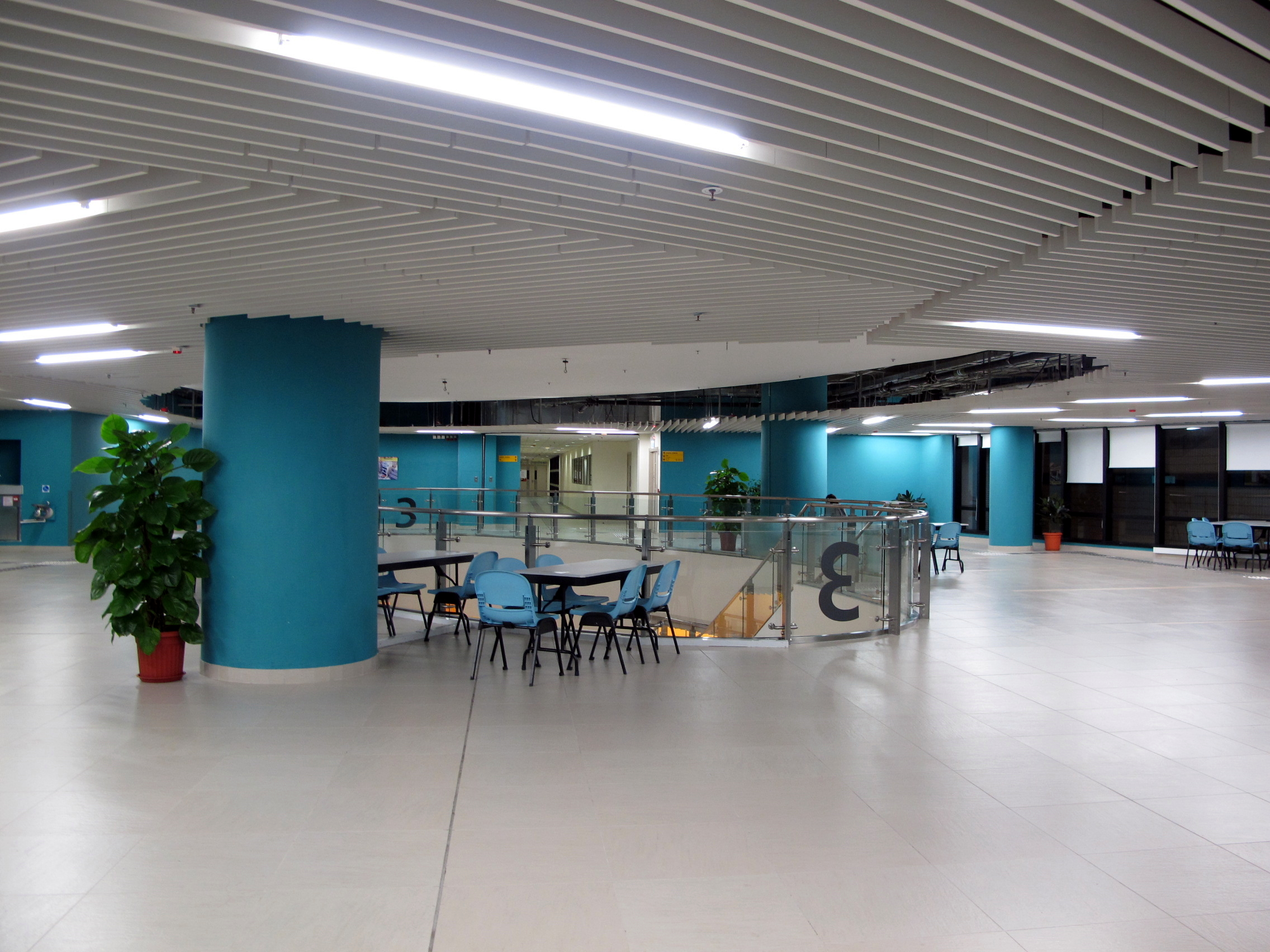
3樓
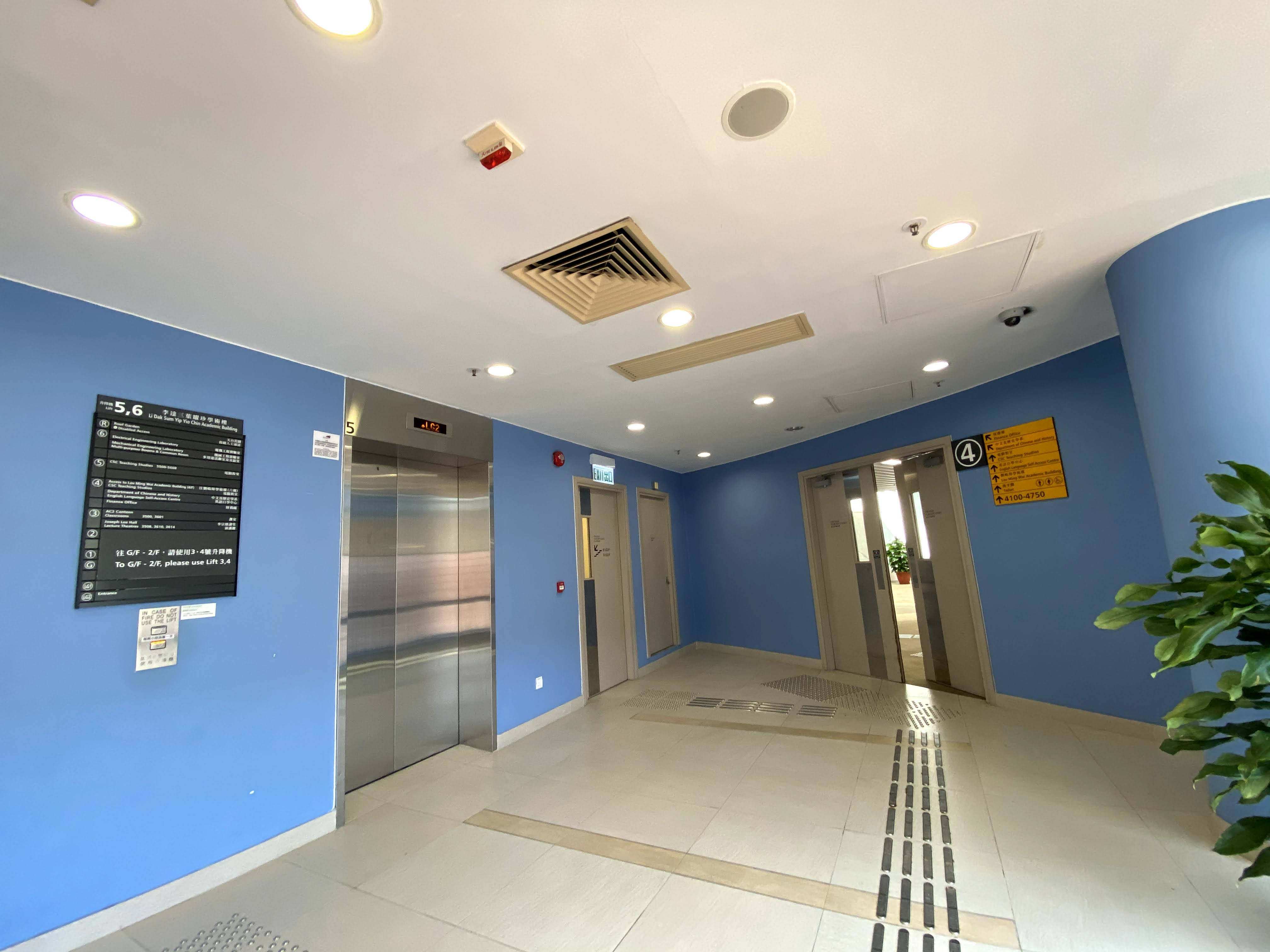
4樓升降機大堂
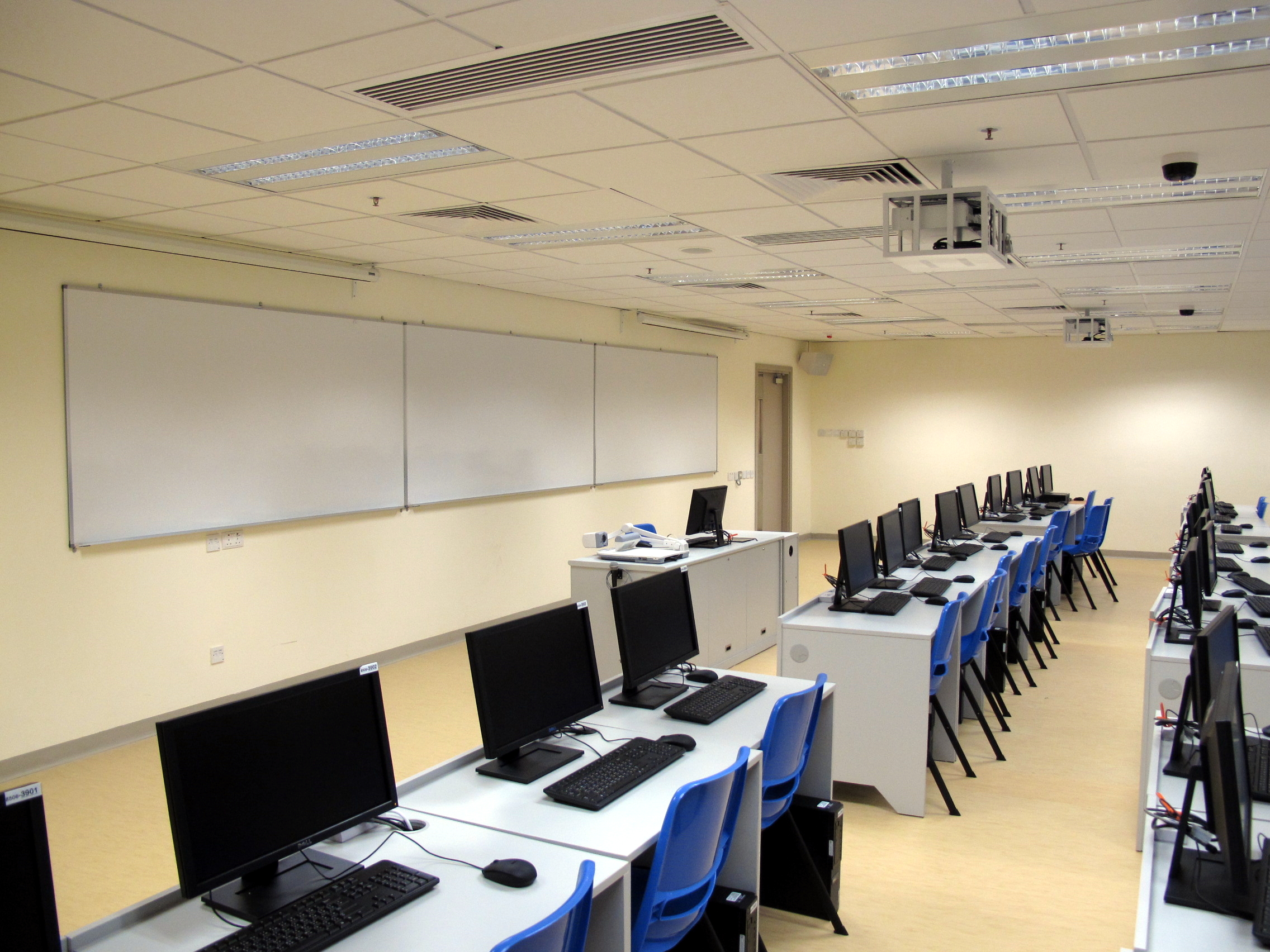
5樓電腦室
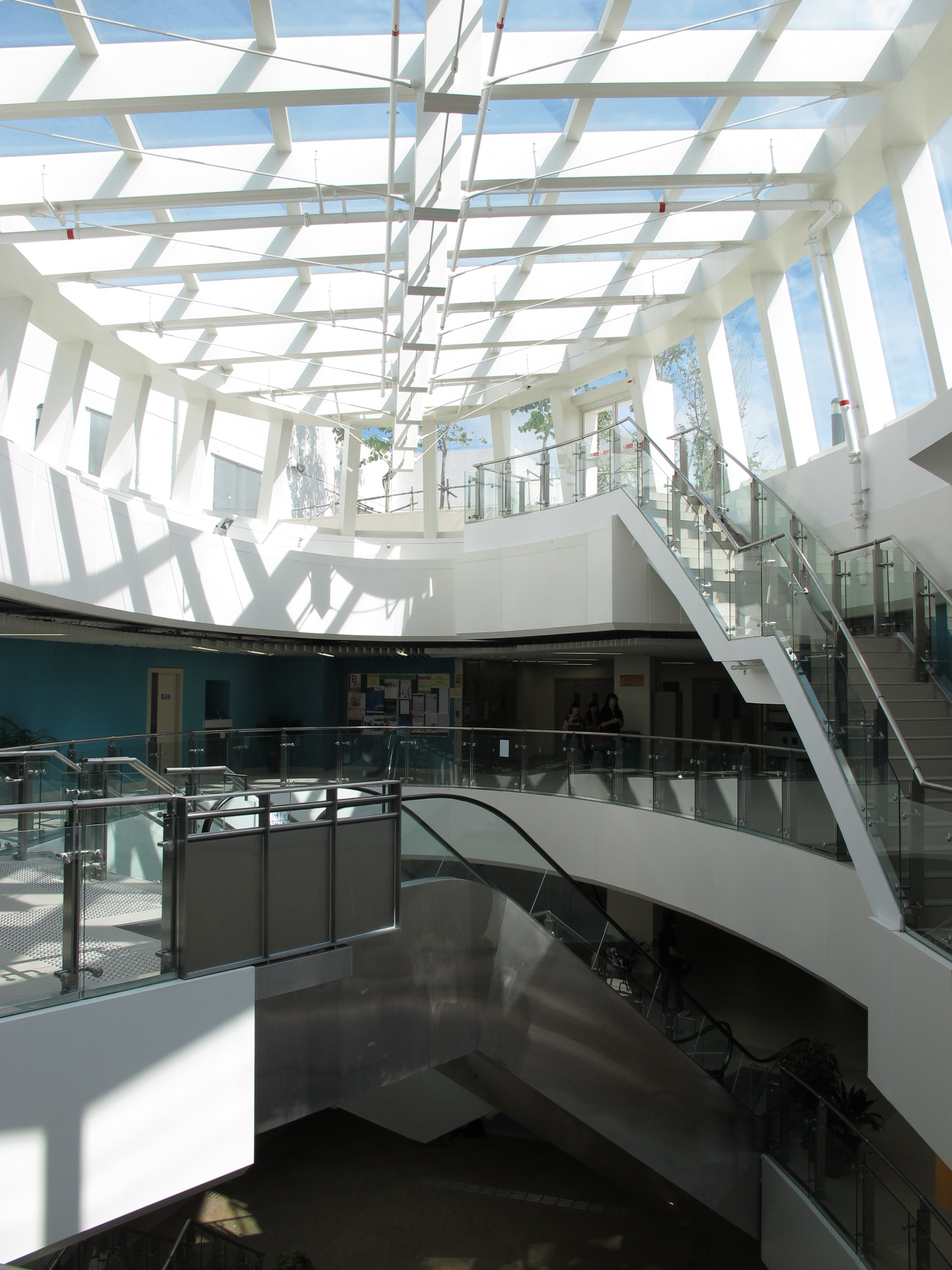
高層中庭

#### 劉鳴煒學術樓

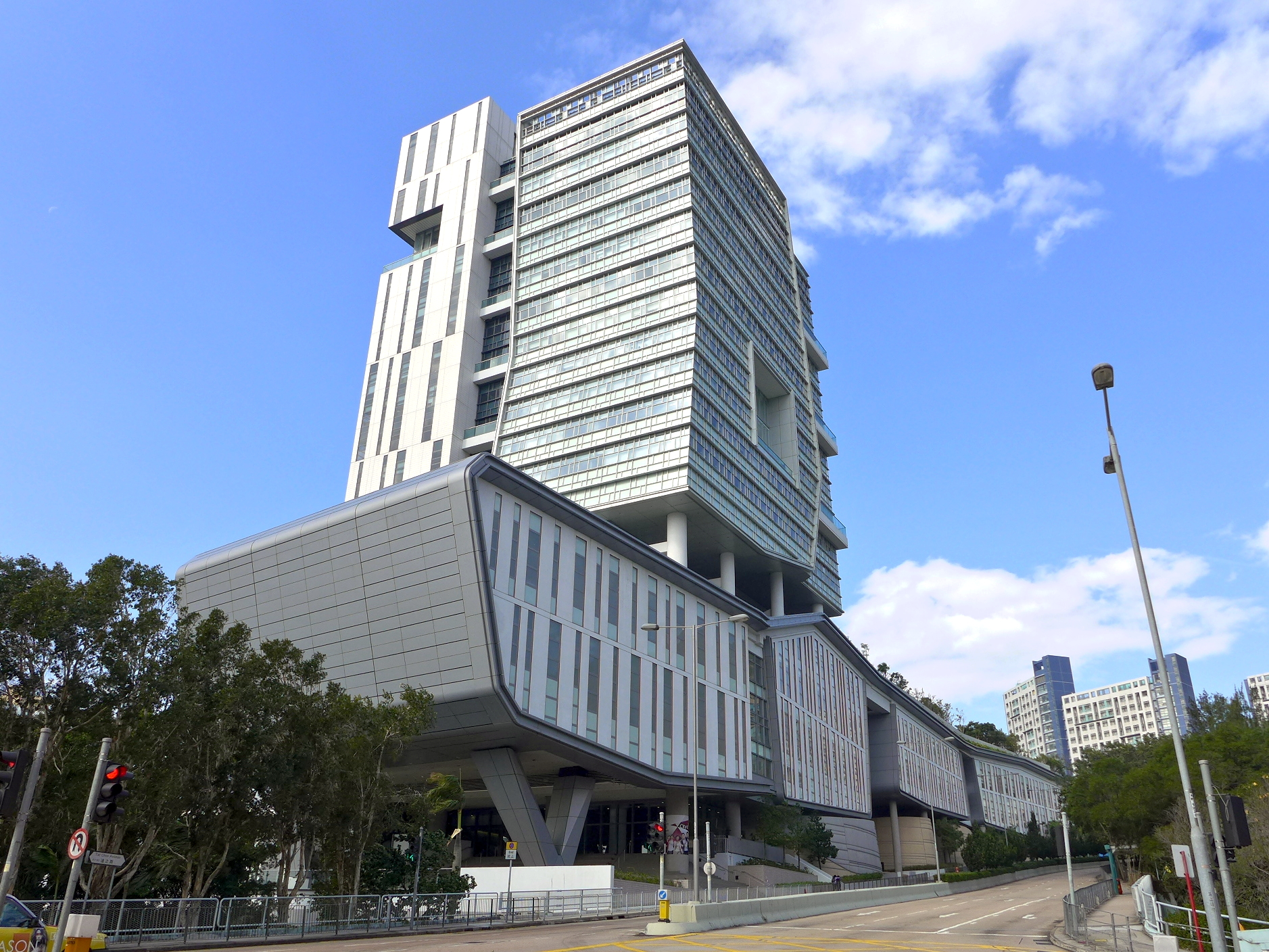
劉鳴煒學術樓

劉鳴煒學術樓，於2013年至2016年8月稱為學術樓（三）（ACademic 3）。學術樓工程分兩期，第一期是樓高20層的高座大樓，第二期是5層的低座大樓，總實用面積達20,500平方米，城大最高之樓宇。設施包括有可容納600人的大禮堂、課室、資訊科技實驗室、毫米波國家重點實驗室、餐廳、學習共享空間及行政部門辦公室等。劉鳴煒學術樓由本港建築所呂元祥建築師事務所設計，三樓及六樓均可連接至李達三葉耀珍學術樓，而五至七樓均可通往學生宿舍及邵逸夫創意媒體中心。6樓、7樓及8樓也設有綠化平台花園。
工程於2009年動工，原預計在2012年9月落成，最終於2013年1月開放使用。
城大於2016年8月12日將學術樓（三）命名為「劉鳴煒學術樓」，以感謝劉鳴煒及其家人對城大的支持和慷慨捐助。
2017年10月30日，3樓佔地逾3300平方呎的「中電低碳能源教育中心」開幕，介紹各種低碳能源，並展示核反應堆「華龍一號」反應堆比例模型。

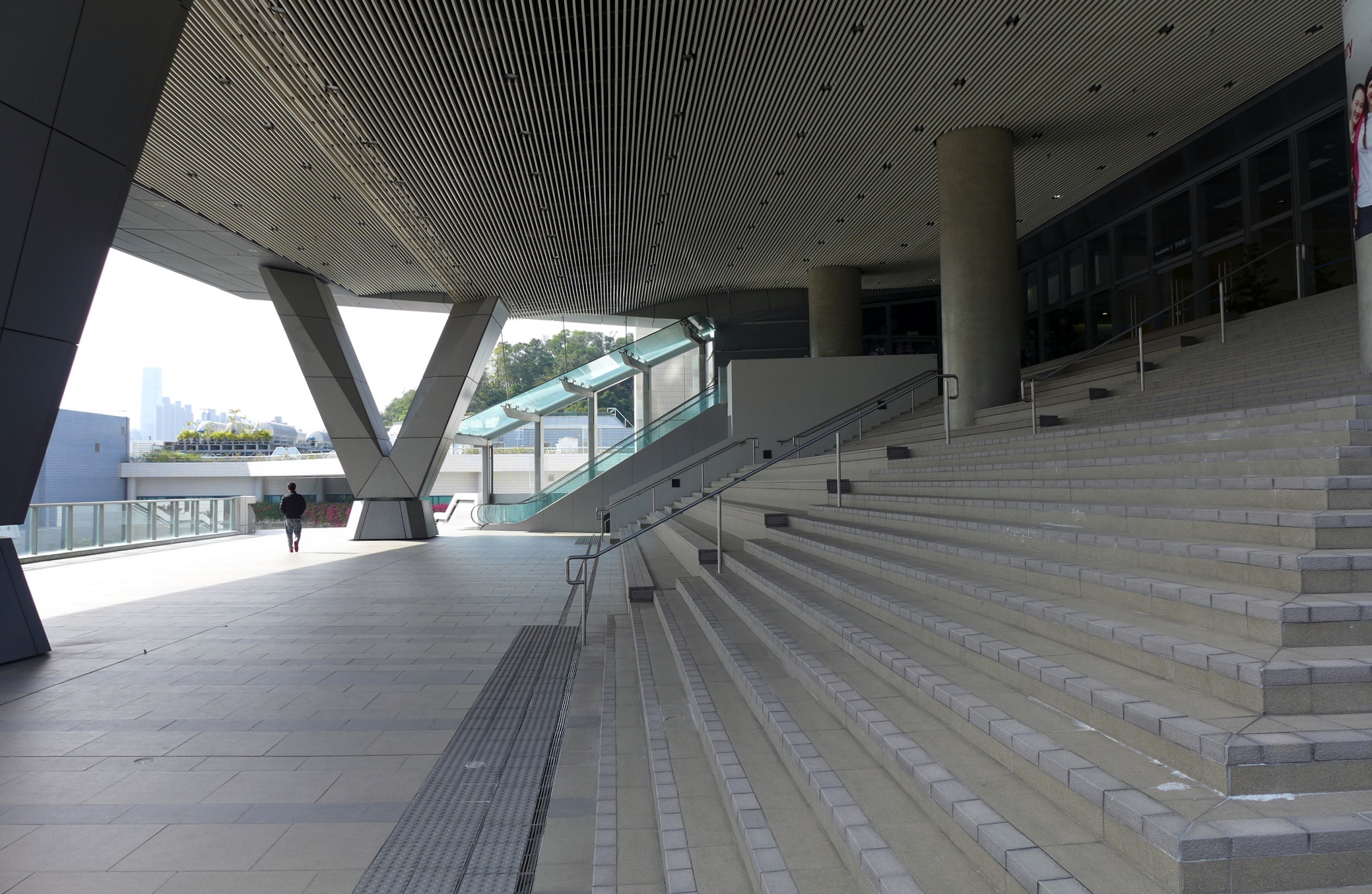
劉鳴煒學術樓3樓設活動空間
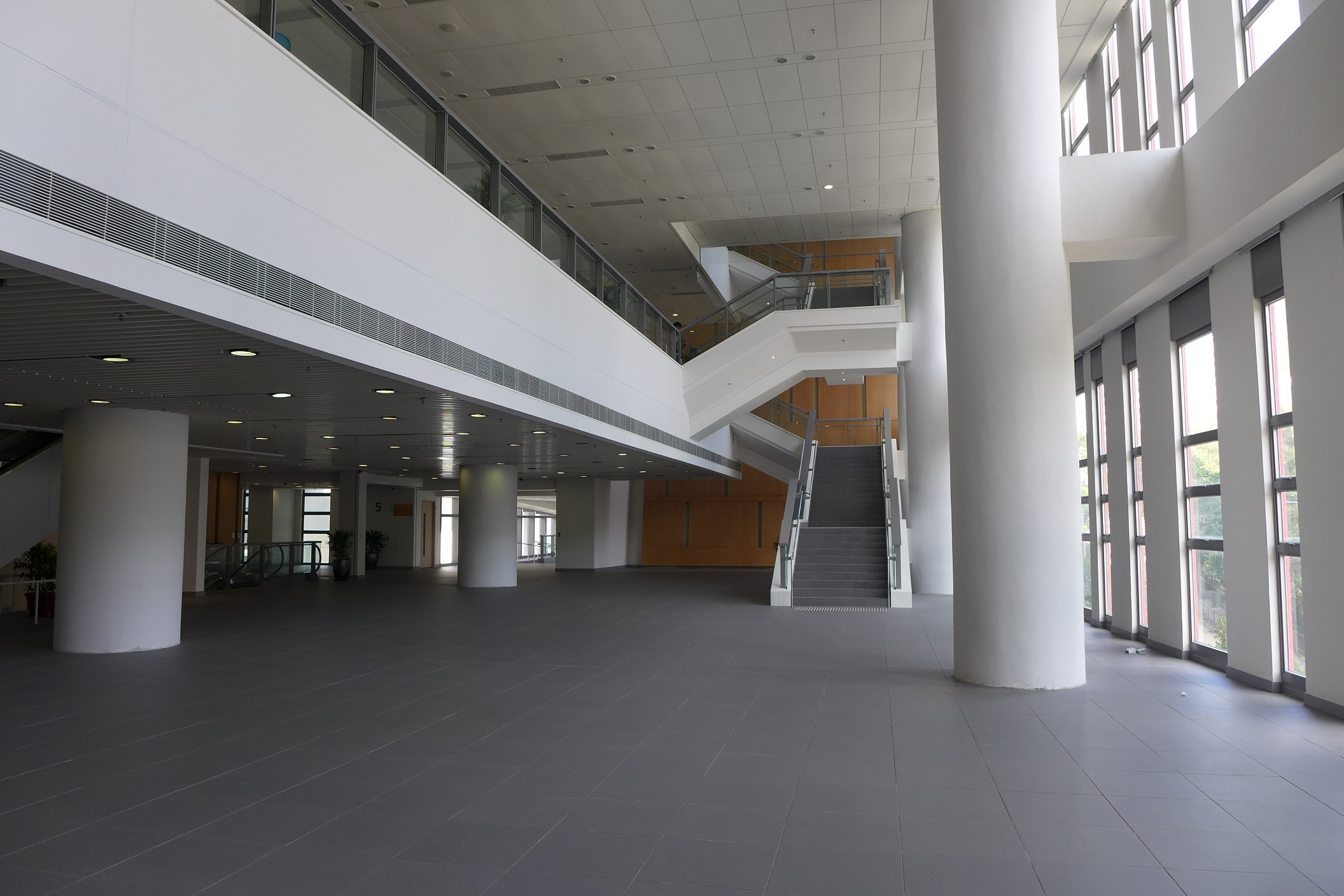
5樓中庭
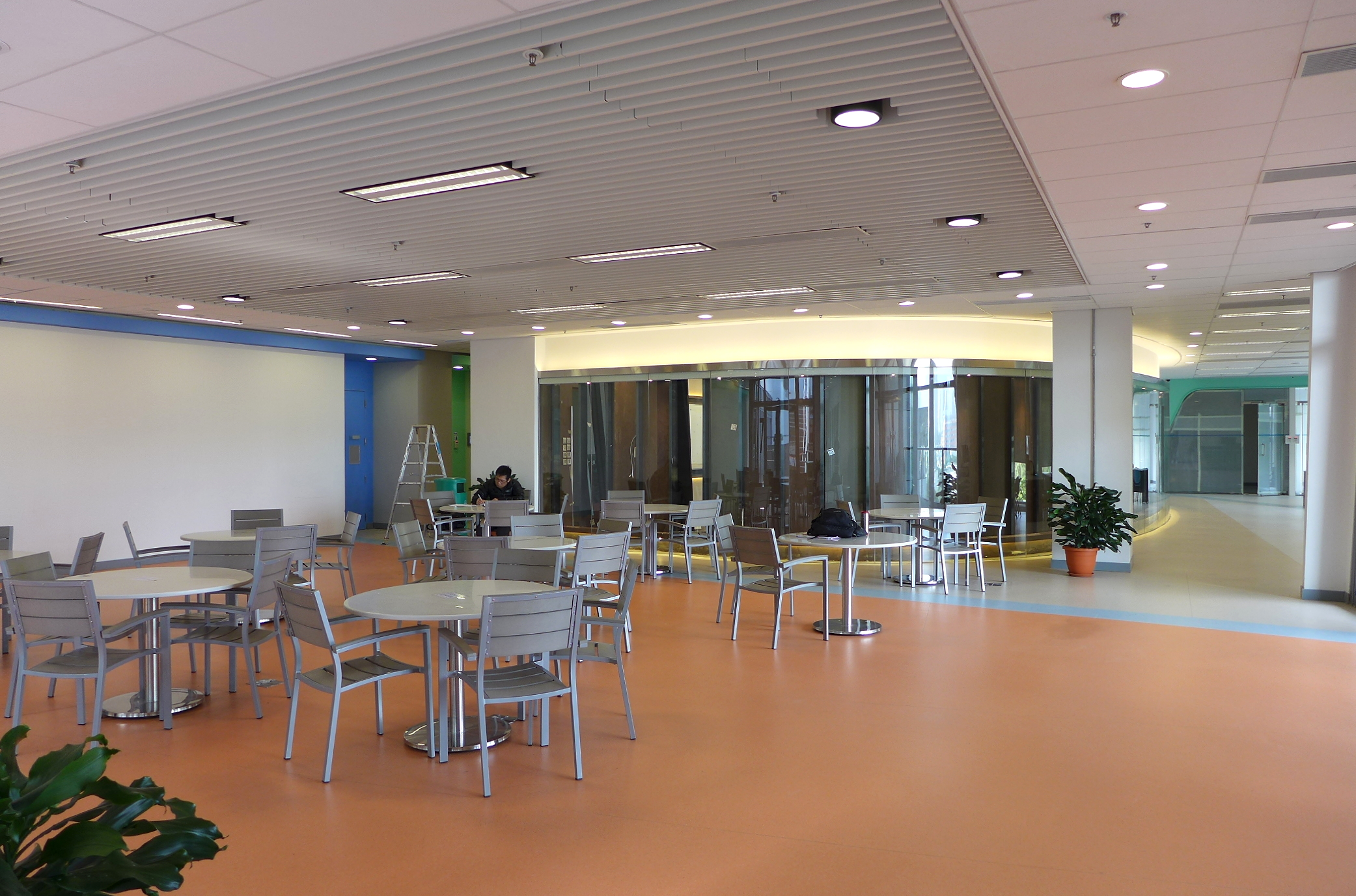
7樓活動空間
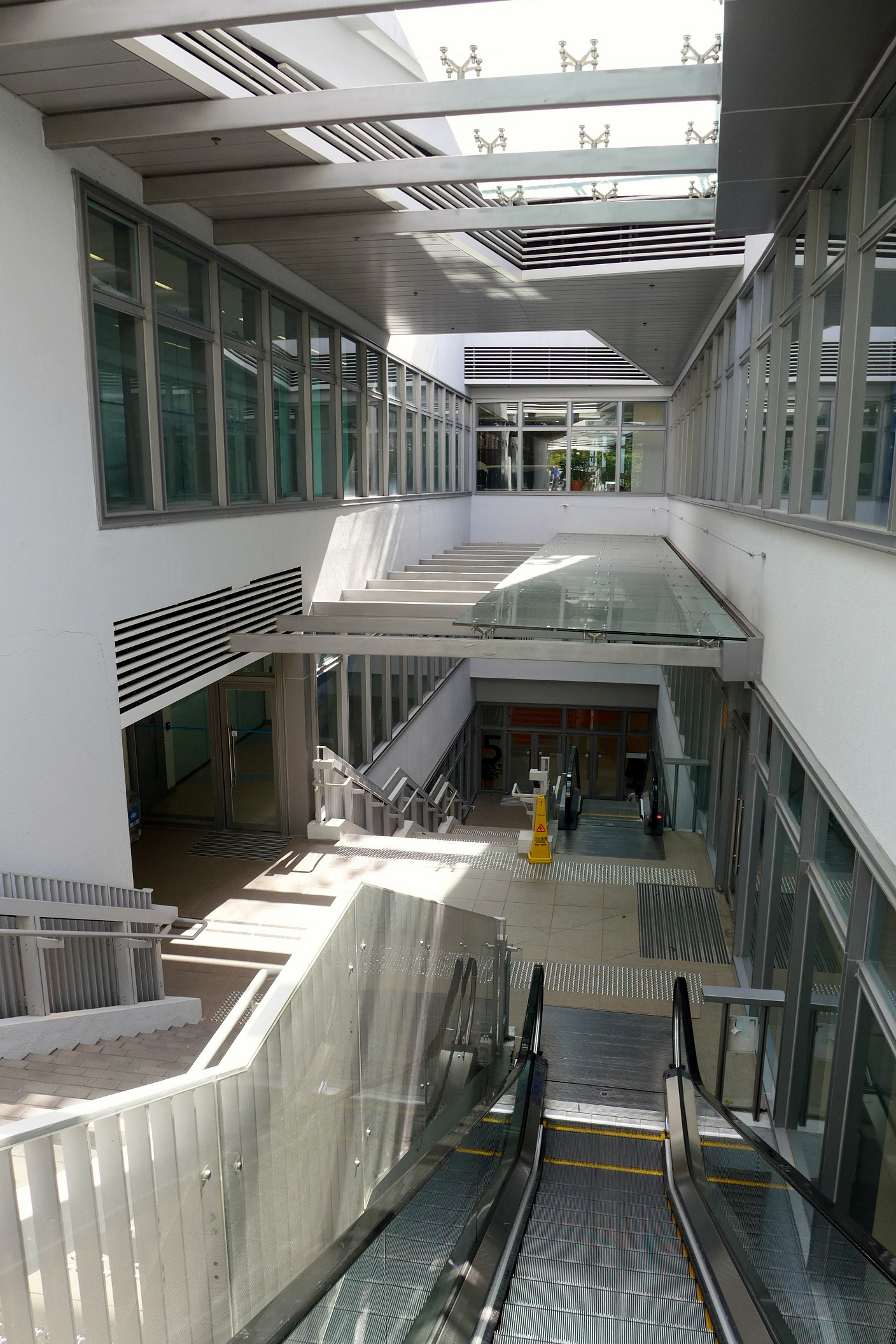
劉鳴煒學術樓5至7樓中庭

#### 蒙民偉樓、方潤華樓、葉傑全樓、鄭翼之樓、學術交流大樓、桃源樓
蒙民偉樓（Mong Man-wai Building）、方潤華樓（Fong Yun-wah Building）、葉傑全樓（Yip Kit Chuen Building）、鄭翼之樓（Chen Yick-chi Building）、學術交流大樓（Academic Exchange Building）及桃源樓（To Yuen Building），沿達之路及桃源街而建，包圍著楊建文學術樓，這些大樓俗稱「五大樓」。其中，鄭翼之樓乃行政中心，大學主要高層之辦公位置也在此，周亦卿研究生院亦位於方潤華樓。蒙民偉樓、方潤華樓、鄭翼之樓之底層分別設有不同種類之實驗室。

#### 中國銀行（香港）綜合樓

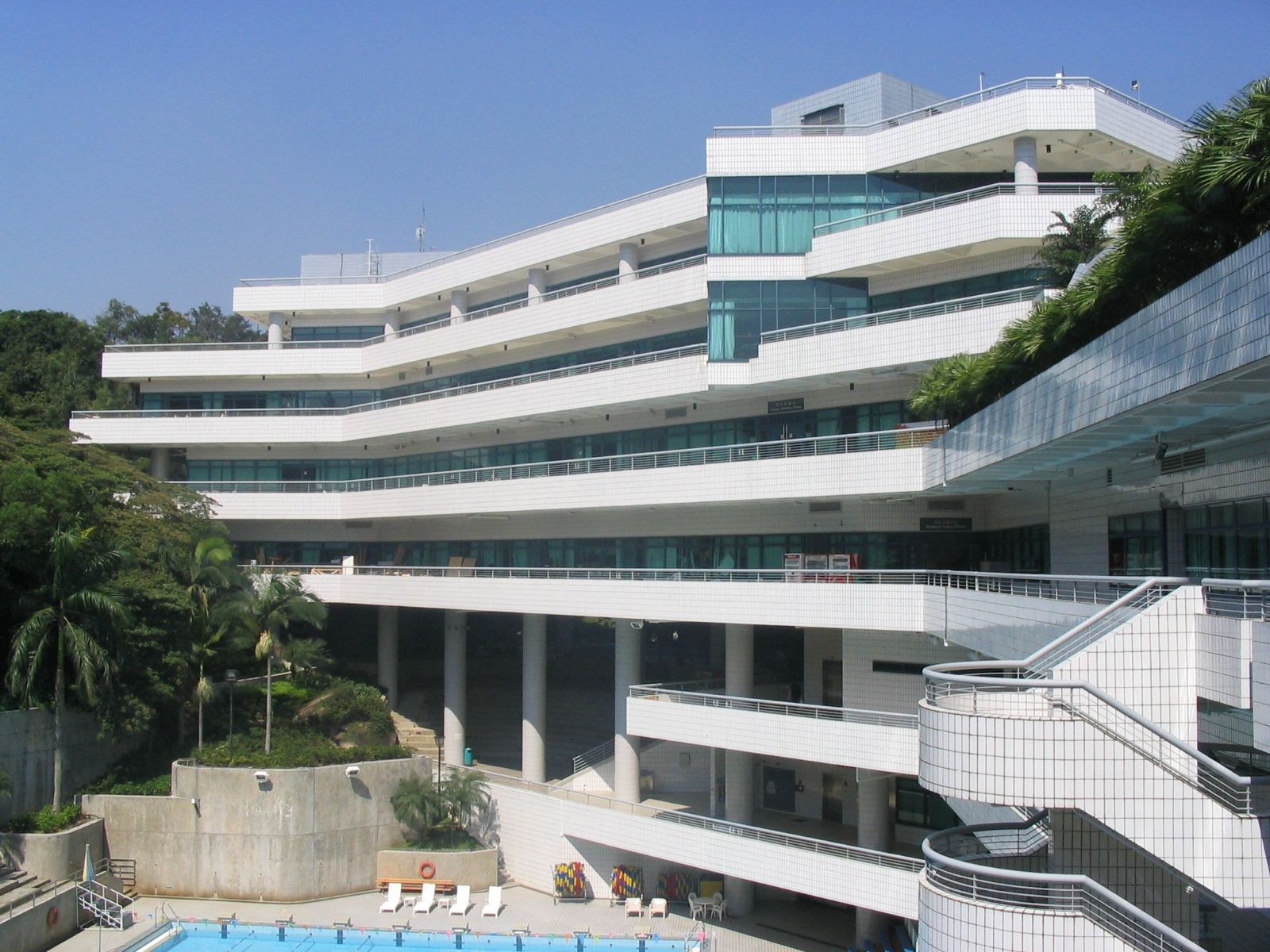
中國銀行（香港）綜合樓

中國銀行（香港）綜合樓（Bank of China（Hong Kong）Complex）前稱康樂樓（AMENities Building），與楊建文學術樓緊連，屬於紅區（R）。主體包含黑房室、運動中心、50米標準游泳池、學生發展處、保健室、學生會辦事處、研究生會辦事處、燒烤場、山邊小徑等。2017年12月，城大公佈將康樂樓命名為「中國銀行（香港）綜合樓」，以表彰中銀香港慈善基金對大學的慷慨捐助。學生會幹事會會長不同意有關冠名，批評校方未有諮詢學生意見。

##### 保健中心
楊仲儀保健中心（Young Chung Yee Health Centre）位於中國銀行（香港）綜合樓4樓，為學生和教職員提供一般門診服務和基本的牙科保健服務。使用者需持有城市大學相關證件方可使用服務。

##### 山邊小徑
山邊小徑在中國銀行（香港）綜合樓對面的城大山丘上，環境清靜，部份位置更設有健身設施，為學生提供緩跑、爬山之好去處。小徑出口位置分別是李達三葉耀珍學術樓 地下正門、楊仲儀牙科保健中心、南山邨入口及南山苑（早上才開啓）。

#### 賽馬會健康一體化大樓
賽馬會健康一體化大樓，總面積達24,000平方米，供賽馬會動物醫學及生命科學院及其他部門使用。大樓包括有一個1,600個座位的多功能演奏廳，以及先進的無柱型體育中心等設施，預計2025年下旬竣工。

#### 南山樓
南山樓（Nam Shan Building）位於南山邨道與大坑西街交界，鄰近石硤尾警署，一共四層（五至八樓）樓面，位於南山邨停車場之上，是城市大學向香港房屋委員會租用的大樓。人文社會科學系、語言學系、商學院、應用社會科學系、土木及建築工程學系等，均有設辦公室於此。

#### 邵逸夫創意媒體中心
邵逸夫創意媒體中心是坐落於校園北部的教研大樓，位於九龍塘達康路18號，毗鄰歌和老街學生宿舍。現時已有4個院系，包括創意媒體學院、电脑科学系、英文系及媒體與傳播學系，以及互動媒體與電算應用中心進駐。

#### 城大國際中心大樓
城大國際中心大樓於2021年11月29日舉行動土儀式。大樓定於2023年底啟用，這棟獨一無二的大樓，展現城大推動國際化校園氛圍的願景，讓學生可以在便利和舒適的環境進行聚會。

### 附屬機構

#### 專業進修學院（SCOPE）
香港城市大學專業進修學院於2018年4月18日將位於學術交流大樓低層的學院辦事處改為設於李達三葉耀珍學術樓，學院辦事處設於李達三葉耀珍學術樓二樓2410室。

#### 城大動物醫療中心
中心位於深水埗茘枝角道339號，是東南亞其中一間最具規模的動物醫學教學醫院、公共衞生及動物醫療機構。

#### 城大動物醫療檢驗中心
中心是全亞洲最先進、可進行動物化驗和解剖學實驗室，同時亦提供教學及研究，參與城大動物病理學、蹤新興動物疾病和公共衞生事件的教學工作，服務對象為全港獸醫診所、本地漁農界、香港賽馬會、香港海洋公園、嘉道理農場、各大學和政府部門。

#### 大埔林村的動物醫學教學農場
大學農場位於大埔區林村禾堂背，佔地約9300平方米，以實務教學用途為主，推動城大「健康一體化」的理念。農場於2022年引入澳洲娟珊牛隻，城大獸醫學學士課程的學生將在此學習畜牧及農場管理的實際技巧，以及照顧乳牛的方法，並透過在農場實習學習重要技能，例如動物處理、獸醫檢驗、動物福利和畜牧、食物生產及安全等方面的知識。
城大於2023年5月於校內推出大學農場所製造的牛奶，為獸醫學學士課程學生提供獨一無二的機會，接觸本土牛奶生產及消毒過程，鼓勵可持續的食物生產方式。

### 餐館
城大校園內有8間餐館供學生及教職員使用，包羅酒樓、西式餐廳、粵式餐廳、咖啡閣、快餐式等，種類頗多。由於部份本校餐館售賣之食品，普遍比又一城內的食肆便宜，故吸引部份在附近學校就讀的學生，會到本校園內的餐廳用膳。對於城大學生，縱然本校有超過十間餐廳，部份學生仍會選擇到又一城或者南山邨一帶用膳。
到2020年3月21日，城市大學財務處向全體師生發電郵，表示由於未能與城名飲食集團達成協議，中菜廳及城峰閣於同年4月20日正式終止結業。而城名飲食集團表示因校方封閉校園不作開放而導致虧損，向校方索償。
- 城大食坊 City Express（中國銀行（香港）綜合樓5樓，由美心集團營運）
- 5380 Cafe Kebab Station（中國銀行（香港）綜合樓5樓）
- Coffee Cart（楊建文學術樓4樓）
- AC2 Canteen（李達三葉耀珍學術樓3樓）
- AC3 Café（劉鳴煒學術樓3樓，由Subway營運）
- AC3 Bistro（劉鳴煒學術樓7樓）
- CMCAFE（邵逸夫創意媒體中心3樓，由Grove Sandwiches營運）
- 好味廚（學生宿舍多功能廳B好味廚）
- Lodge Bistro（學術交流大樓HK Tech Lodge地舖）
- Garden Cafe（學術交流大樓低層，已結業）
- 城大中菜廳（中國銀行（香港）綜合樓8樓）
- 城峰閣（中國銀行（香港）綜合樓9樓，已結業）

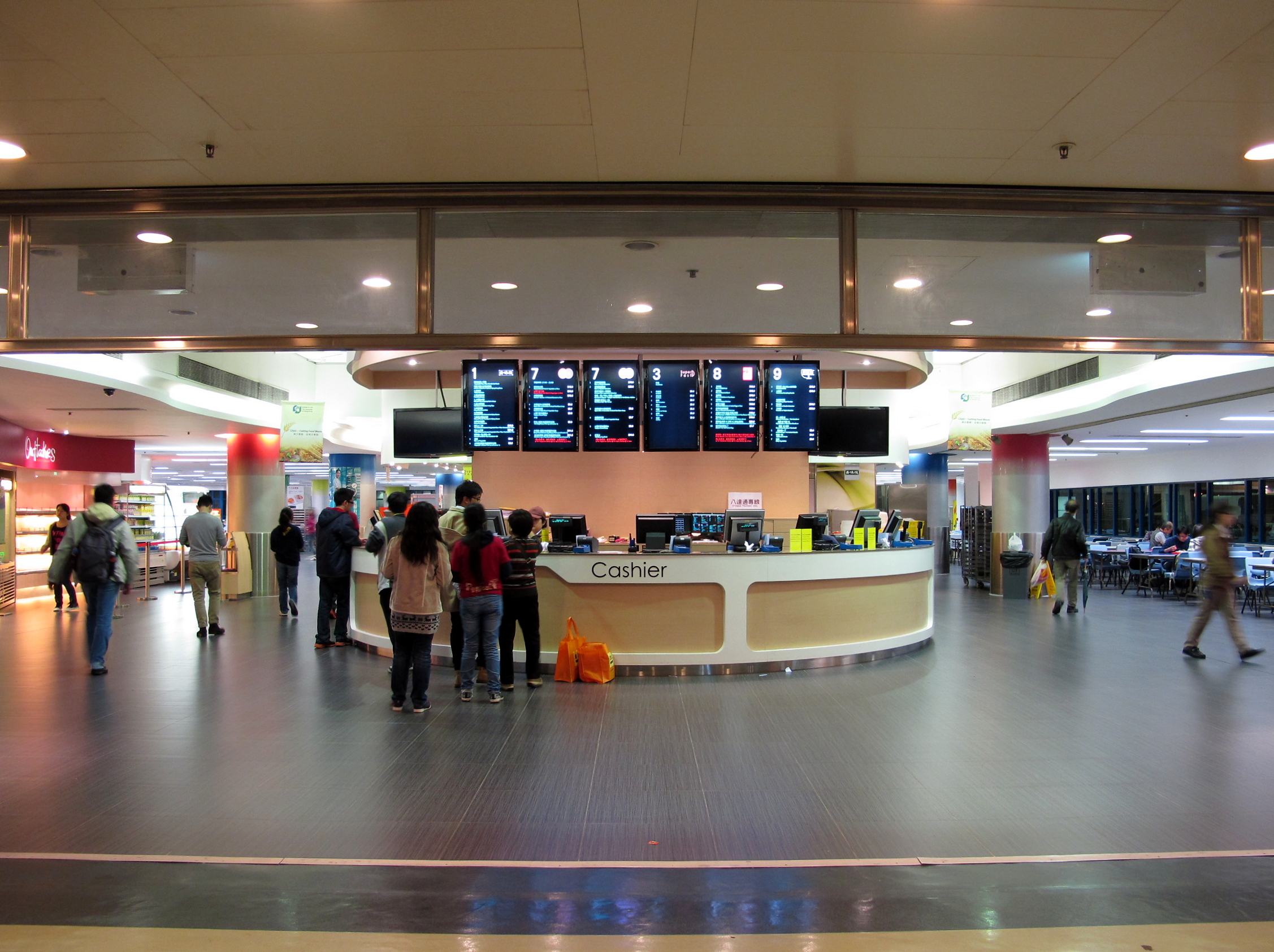
城大食坊（City Express）
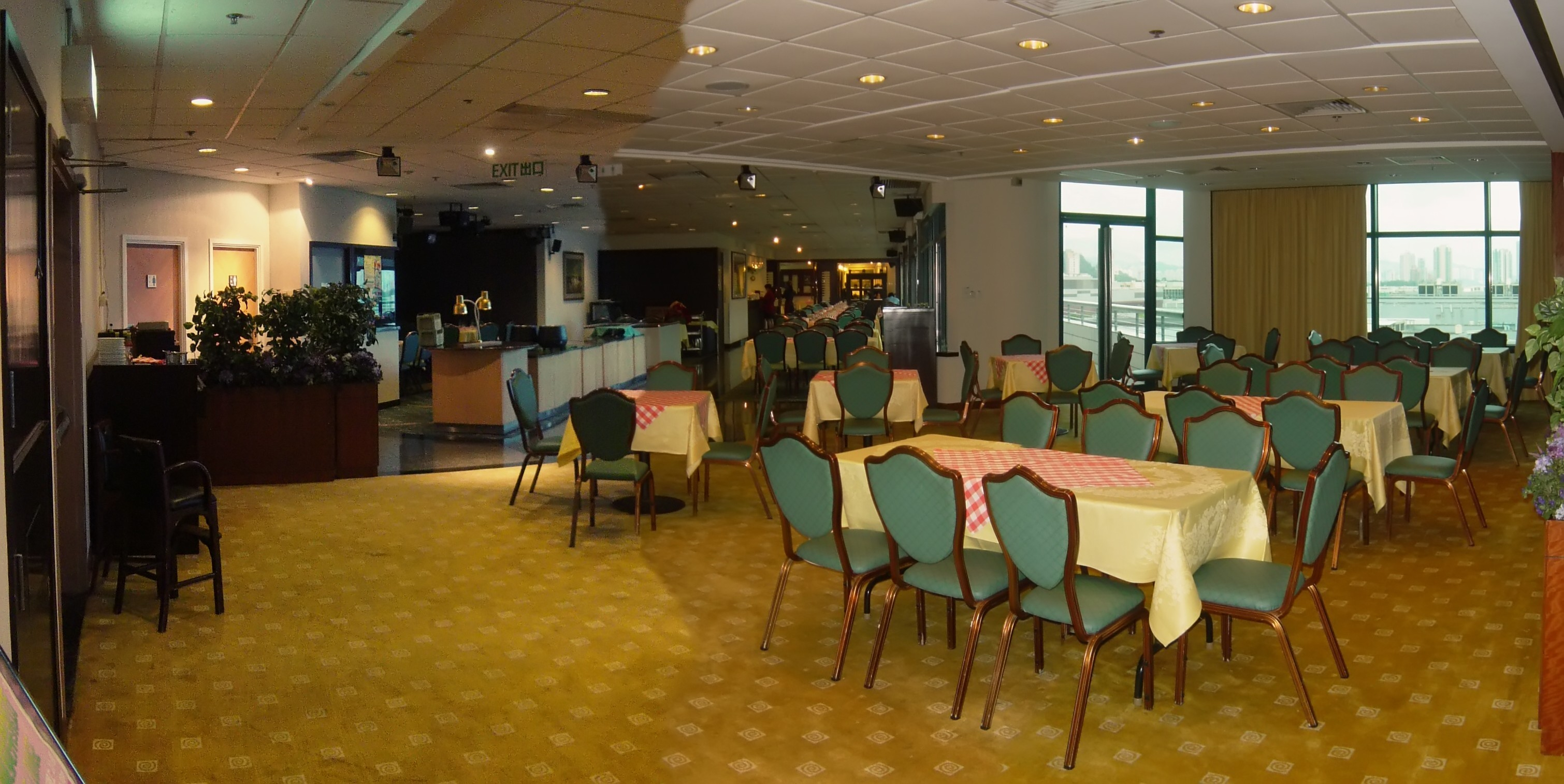
城峰閣（City Top，中國銀行（香港）綜合樓9樓）
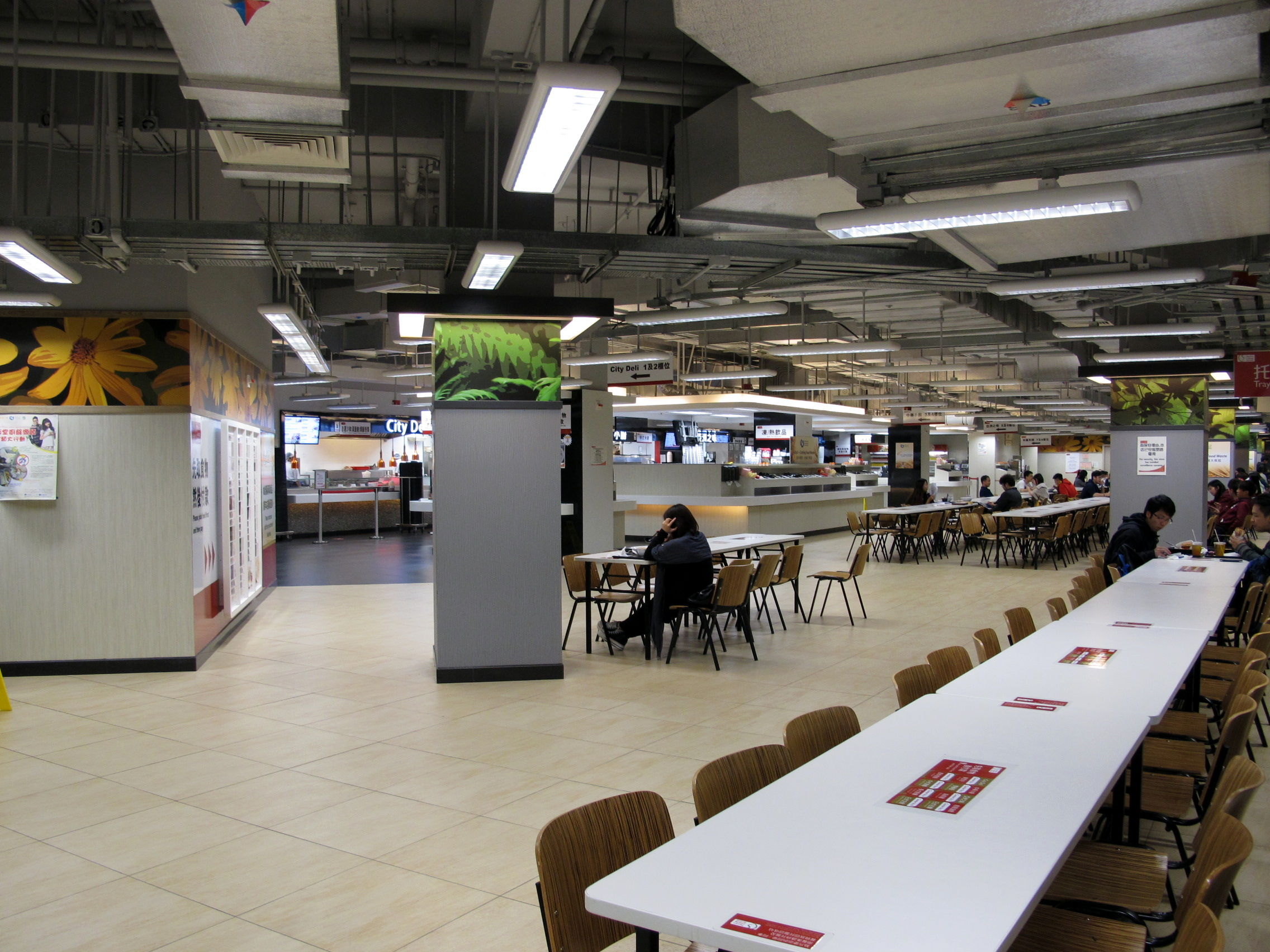
AC2 Canteen （Maxim's時期）
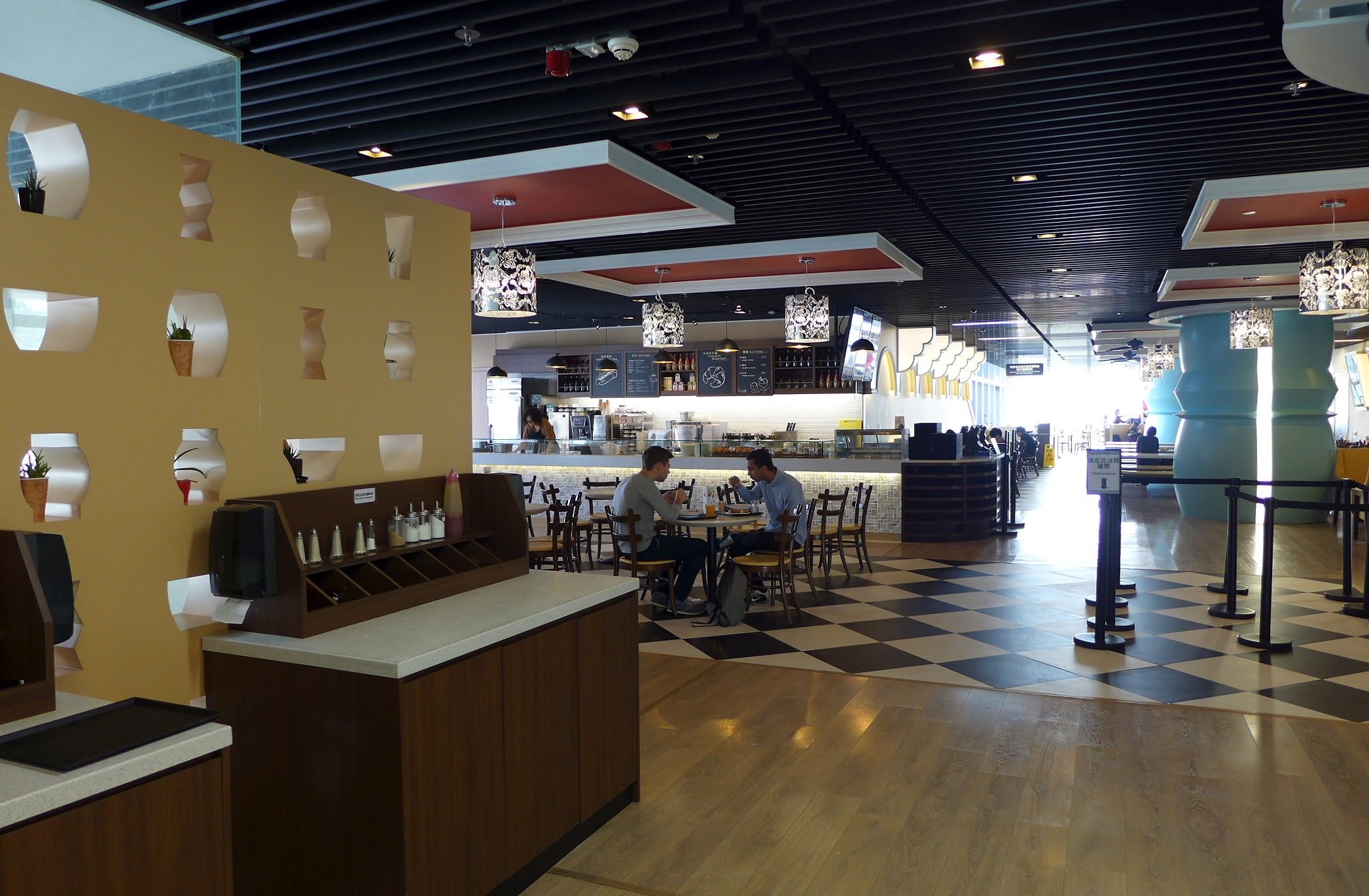
7樓 Bistro

### 聯校運動中心
位於九龍塘聯福道36號，鄰近香港浸會大學逸夫校園，由香港城市大學、香港浸會大學及香港理工大學共同管理及使用。

### 宿舍

#### 學生宿舍

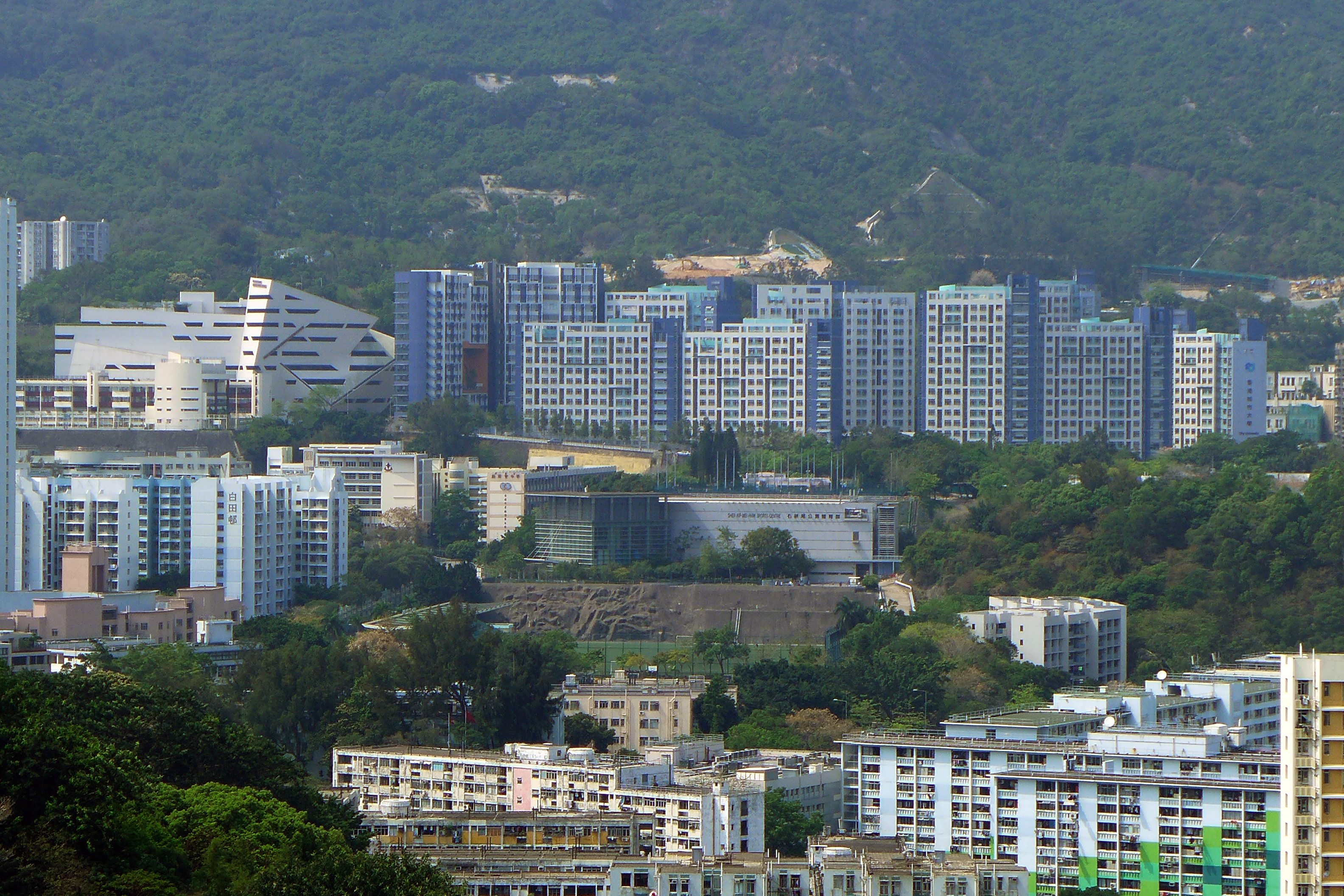
學生宿舍鄰近邵逸夫創意媒體中心

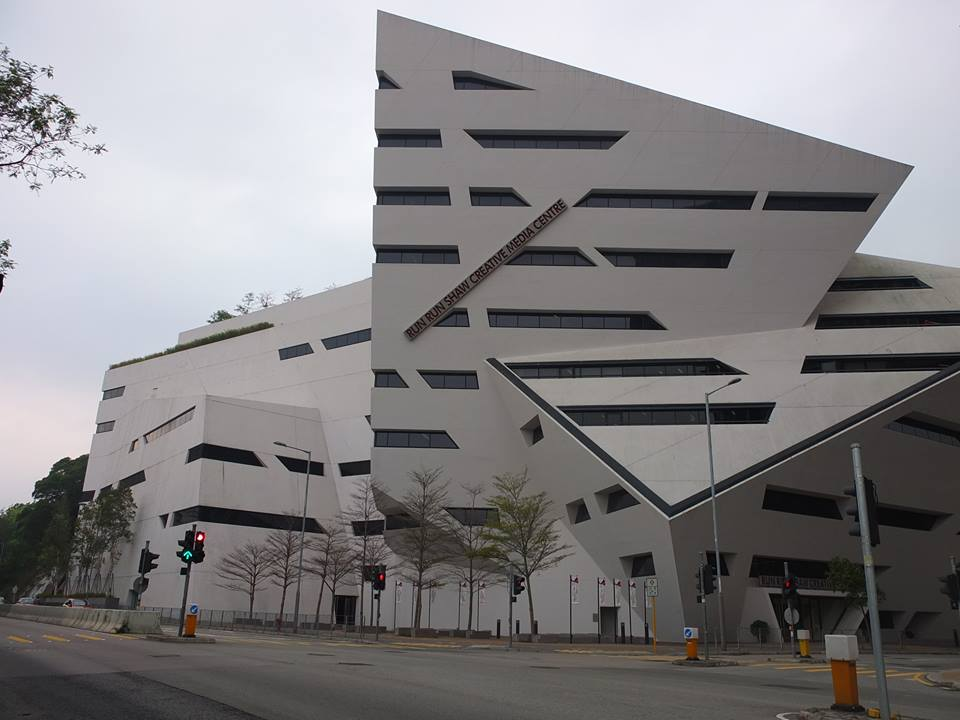
邵逸夫創意媒體中心

九龍塘學生宿舍（Student Residence）位於達康路畢架山峰旁，約在達之路及歌和老街，部份風景怡人，如賽馬會群智堂居住者能看見維多利亞港大部份景色。宿舍共 11 座，宿舍多以捐贈者或機構命名。其中，1至9座由英國羅麥莊馬建築師事務所設計，而第10及11座由巴馬丹拿設計。每個宿舍都有宿生會，負責組織宿舍内的活動。
马鞍山白石迎海對出（沙田市地段600號）学生宿舍，由李景勳雷煥庭建築師事務所設計，造型參考現有城大宿舍，以及同一公司設計的中大伍宜孫書院。學生宿舍於2022年展開建造工程，並於2024年9月啟用名為「李兆基學生宿舍村」，為本科生及研究生提供逾2,000個宿位。
宿舍將為宿生提供優質的住宿和學習空間，引入大量綠化設備、學術及康樂設施，讓來自世界各地的學生啟迪思維，發展所長。
另外，政府亦與城大、理大磋商，在邵逸夫創意媒體中心側建造兩座供兩校學生共用的学生宿舍。
- 馬會樓（Jockey Club House）
- 賽馬會敬賢堂（Jockey Club Humanity Hall）（Hall 1）
- 滙豐業昕堂（HSBC Prosperity Hall）（Hall 2）
- 校友樂禮堂（Alumni Civility Hall）（Hall 3）
- 賽馬會群智堂（Jockey Club Academy Hall）（Hall 4）
- 陳瑞球堂（Chan Sui Kau Hall）（Hall 5）
- 李兆基堂（Lee Shau Kee Hall）（Hall 6）
- 賽馬會群萃堂（Jockey Club Harmony Hall）（Hall 7）
- 葉袁玉𡖖堂（Yip Yuen Yuk Hing Hall）（Hall 8）
- 胡應湘爵士伉儷堂（Sir Gordon and Lady Ivy Wu Hall）（Hall 9）
- 學生宿舍第十座 Hall 10
- 第十一座宿舍 Hall 11

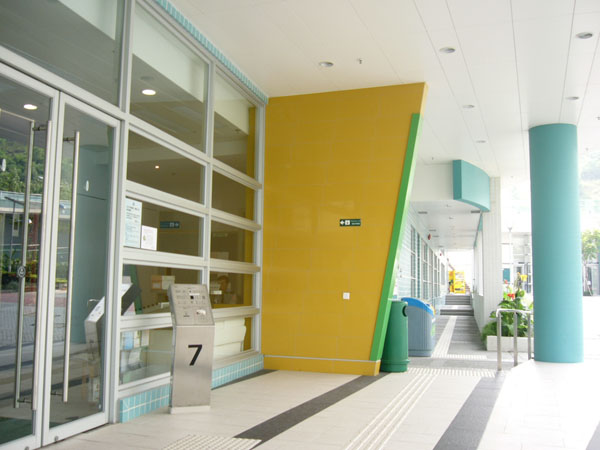
賽馬會群萃堂入口
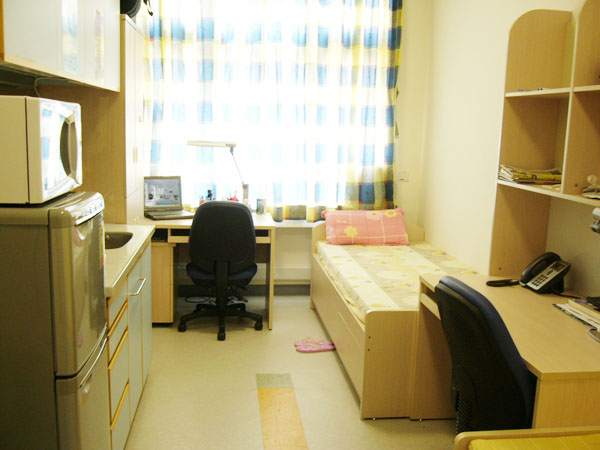
學生宿舍的双人房間
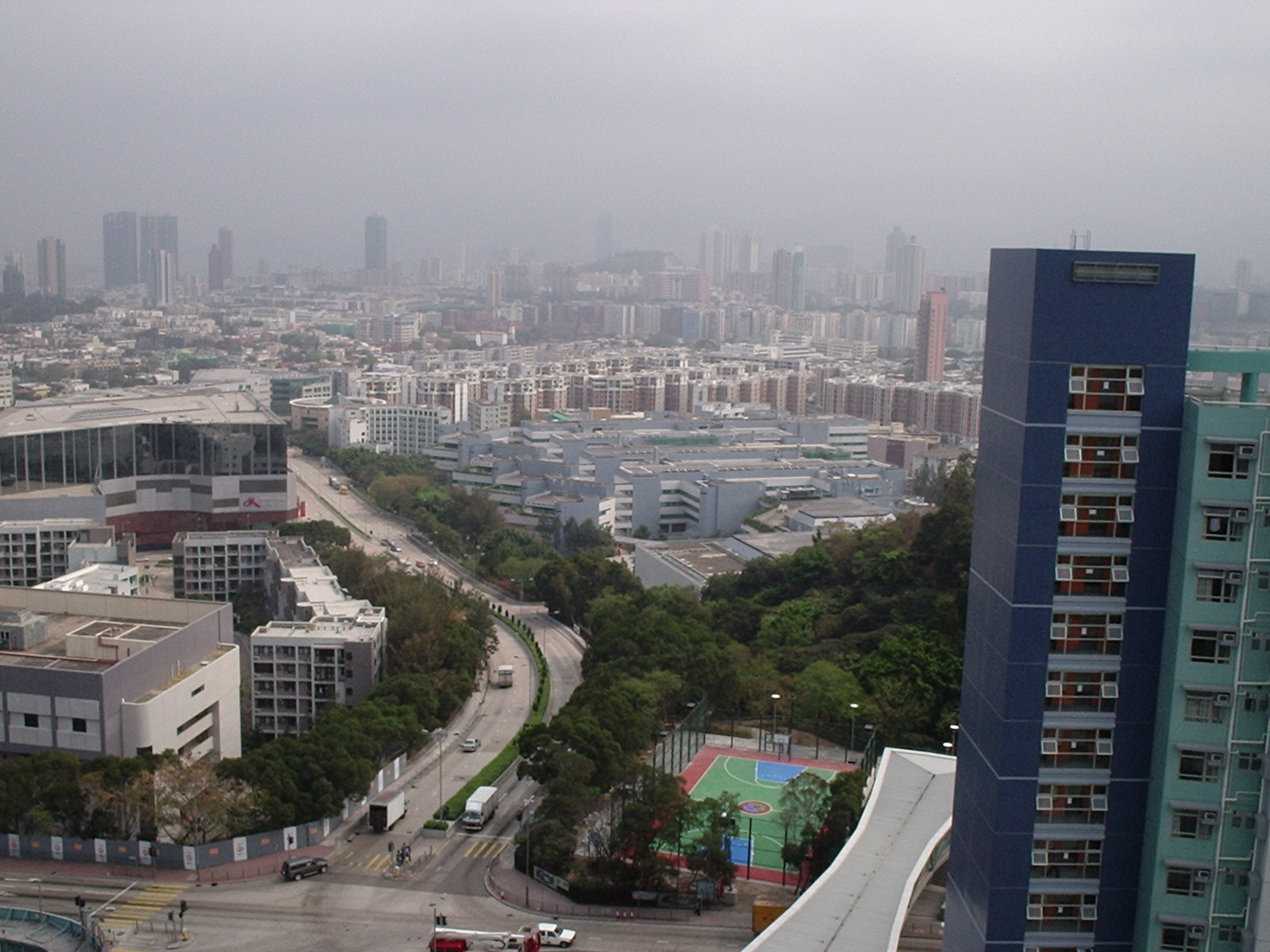
從學生宿舍俯瞰大學校園及九龍半島

飯堂
- 好味廚（Homey Kitchen，學生宿舍多用途禮堂B）

#### 教職員宿舍
大學教職員均來自不同國家。部份職員會被安排入住大學教職員宿舍，包括德智苑（Tak Chee Yuen）（位於達之路88號）、南山苑（Nam Shan Yuen）（位於南山邨道23號）及學術交流大樓（位於達之路81號）。

## 行政與架構

### 院系設置
商學院、工學院、人文社會科學院、理學院、賽馬會動物醫學及生命科學院、創意媒體學院、計算學院、能源及環境學院、以及法律學院開設學士及研究院課程。建築科技學部提供資助副學士課程。周亦卿研究生院負責所有研究生課程的運作及發展，及提升研究水平。
| 商學院                                                                          | 人文社會科學院 | 工學院                                                                                   | 理學院                       | 賽馬會動物醫學及生命科學院              | 計算學院                                 |
| ------------------------------------------------------------------------------- | --- | ---------------------------------------------------------------------------------------- | ---------------------------- | --------------------------------------- | ---------------------------------------- |
| - 會計學系 - 經濟及金融系 - 資訊系統學系 - 管理學系 - 管理科學系 - 市場營銷學系 | - 公共及國際事務學系 - 中文及歷史學系 - 英文系 - 翻譯及語言學系 - 媒體與傳播系 - 社會及行為科學系 - 陳馮曼玲陳淑蓮英語中心 | - 建築學及土木工程學系 - 電機工程學系 - 材料科學及工程學系 - 機械工程學系 - 系統工程學系 | - 化學系 - 數學系 - 物理學系 | - 傳染病及公共衞生學系 - 臨床動物醫學系 | - 电脑科学系 - 生物統計學系 - 數據科學系 |
| 生物醫學院                                                                      | 創意媒體學院 | 能源及環境學院                                                                           | 法律學院                     | 周亦卿研究生院                          | 數碼醫學研究院                           |
| - 生物醫學科學系 - 生物醫學工程學系 - 神經科學系                                | |                                                                                          |                              |                                         |                                          |

### 管治架構
校董會是大學的最高管理機構，依照法令規定行使權力和義務。
顧問委員會是大學的最高諮詢機構依照“大學管理條例”8A章，顧問委員會具有以下功能：
- 聽取校長的年度報告。
- 審議校董會的報告。
- 討論關於大學政策的動議。
- 根據大學的要求募集資金，進一步推動大學的宗旨。
- 促進大學在香港和全球其它地方的利益。

教務會是校董會管理下大學的最高學術機構，指導和規範大學教學和研究活動。教務會每年召開四次會議。教務會可委任委員會，履行校董會授予的權力和義務。

### 歷任校長
1994年前為香港城市理工學院。
| 任 | 肖像 | 校長        | 上任           | 卸任           | 備註                                     |
| -- | ---- | ----------- | -------------- | -------------- | ---------------------------------------- |
| 1  |      | 莊賢智 教授 | 1983年 10月3日 | 1989年 7月31日 | 轉任英國布拉德福德大学校長               |
| 2  |      | 鄭耀宗 教授 | 1989年 8月1日  | 1996年 4月30日 | 轉任香港大學校長而請辭                   |
| 3  |      | 張信剛 教授 | 1996年 5月1日  | 2007年 4月30日 | 請辭退休                                 |
| -  |      | 何炘基 教授 | 2007年 5月1日  | 2008年 5月13日 | 署任                                     |
| 4  |      | 郭 位 教授  | 2008年 5月14日 | 2023年 5月13日 | 前田納西大學工學院院長                   |
| 5  |      | 梅彥昌 教授 | 2023年 5月14日 | 現任           | 前新加坡國立大學常務副校長（創新與企業） |

## 學術泛論

### 教學模式
學生在主修專業以外可選擇副修專業。
課程中包括「重探索求創新課程（Discovery-Enriched Curriculum）」，以前瞻的教學方式培育學生適應未來新世界。務求全體學生都有機會參與探索和創新，學會交流、展示新知識。
學生亦需修讀精進教育科目（Gateway Education），科目強調探索和創新，旨在促使學生在涵蓋廣闊的多個學科領域主動學習最新知識。
部份學科設立了「跨學科專業發展獎勵計劃」（Interdisciplinary Professional Development Award），鼓勵教研人員參與設計高質素跨學科精進教育科目。
部份課程提供「大規模開放線上課堂」（Massive Open Online Courses， 簡稱MOOC）教學模式。

### 排名聲譽
城大在QS的2026年世界大學排名中位列全球第63位，亦在2021年QS「建校未滿50年全球最佳學府」排名中位列第四。根據《泰晤士高等教育》（Times Higher Education，THE）的「2025年世界大學排名」城大位列第78；《泰晤士高等教育》「全球最國際化大學排名」城大於2024年與2025 年蟬聯第一；於《泰晤士高等教育》「亞洲大學排名2025」，城大亦攀升至第16位，而於《泰晤士》2024年「年輕大學排名」城大位列第四。根據QS的2022年大學畢業生就業能力排名，城大位居全球第89位。根据QS的2025年亚洲大学排名，城大位列第10位，香港第3位。根據SCImago的全球创新能力排名，城大在香港排名第3位。 根据泰晤士高等教育（THE）與施密特科學研究員項目今年首度公佈的「跨學科科學排名2025」中，城大在全球749所大學中位列第25名、亞洲第8名、全港排名第2位。

#### 工學院
根据《美國新聞與世界報導》公布的2025-2026年度「全球最佳大學排名」，城大在工程領域上排名全球15位，香港第2位。另據上海軟科公佈的2024年「世界大學學術排名」，港城大多個學科名列前茅，控制科學與工程世界排名第11位，能源科學與工程世界排名第9位，冶金工程世界排名第15位，納米科學與技術世界排名第16位，計算機科學與工程世界排名第18位。

#### 人文及社會科學院
根據QS公佈的世界大學各學科排名榜，2025年語言學排名第38位，媒體與傳播學領域位居全港第3，全球第48位。社會政策及行政管理排名第37位。根據2024年上海軟科世界一流學科排名，圖書情報科學排名第1位，公共管理排名第8位。

#### 商學院
城大工商管理碩士課程（MBA）入選2020年英國《金融時報》全球MBA排名百大。能夠入選《金融時報》MBA百大排名榜的課程，均獲公認為全球最佳的管理課程。
2025年度QS世界大學學科排行榜中，學院在商業及管理排名第61位，香港第5位；會計及金融排名第60位，香港第5位。
美國德克薩斯州大學達拉斯分校（UTD）公布2024年全球一百所最佳商學院研究排行榜，城大商學院入選第42位，亞洲排名第6位。
城大商學院於泰晤士高等教育2025年「全球最佳大學排名」經濟及商學領域中，全球第48位，香港第5位。此外，學院也通過國際商管學院促進協會認證（AACSB）、EQUIS，是為世界頂尖的商學院之一。

### 研究院及實驗室

#### 研究院
- 香港高等研究院
- 香港數據科學研究院
- 數碼醫學研究院

#### 國家重點實驗室
- 太赫茲及毫米波國家重點實驗室（香港城市大學）
- 海洋污染國家重點實驗室（香港城市大學）

#### 國家工程技術研究中心
- 國家貴金屬材料工程技術研究中心香港分中心

#### 大學研究中心
- 超金剛石及先進薄膜研究中心
- 劉璧如數學科學研究中心
- 司法教育與研究中心

#### 學院研究中心
| - 多媒體軟件工程研究中心 - 佳達亞太氣候研究中心 - 互動媒體與電算應用中心 - 混沌與複雜網絡學術研究中心 - 功能光子研究中心 - 中國法與比較法研究中心 - 傳播研究中心 - 韓禮德語言研究智能應用中心 - 東南亞研究中心 - 先進結構材料研究中心 | - 系統信息學工程研究中心 - 能量研發能源研究中心 - 社交媒體營銷與商務智能中心 - 生物系統、神經科學和納米技術中心 - 機器人與自動化研究中心 - 東亞哲學和比較哲學研究中心 - 新絲路研究中心 |

#### 應用策略發展中心
- 多媒體及互聯網技術創新應用中心
- 電力電子研究中心
- 香港商務及海事法研究中心
- 國際互聯網金融中心
- Center for Advanced Nuclear Safety and Sustainable Development
- 健康一體化研究及政策中心
- 香港持續發展研究中心
- Centre for Decentralized Trust Computing

#### 内地研究院
- 香港城市大學深圳研究院
- 香港城市大學成都研究院
- 中國科学技术大学-香港城市大學聯合高等研究中心（蘇州）
- 香港城市大学物质科学研究院（福田）

## 校園生活
2014年的統計顯示，城大的學生人數在一萬九千至兩萬名之間。當中，無論是本科生還是研究生，男女比例都非常均匀：本科生大約有47%為男性，53%為女性；研究生大約有49%為男性，51%為女性。

### 香港城市大學學生會
香港城市大學學生會（英語：City University of Hong Kong Students' Union，簡稱CityUSU）為獨立註冊社團，成立於1985年，辦公室設在深水埗。學生會由五大中央組織及其轄下組織組成，架構上為五權分立，由幹事會、評議會及仲裁委員會分別擔任行政、立法、司法的角色，而編輯委員會及城市廣播則分別以刊物及廣播，擔任雙重監察的角色。
學生會曾經在校內楊建文學術樓四樓經營名為Cut Price的福利店，售賣基本零食、飲品和文具，並在同一層開設影印中心，提供自助影印、釘裝和本地傳真服務。此外，學生會管理的學生會活動中心會開放予學生會會員作休憩用途。不過到2022年2月8日，城大校方以學生會未有在限期內交出十多年的審計報告為由，表示收回會址。學生會一度搬遷到遠離校園的火炭工廠區，到2023年2月底在深水埗商廈Spark City5樓至6樓租下3000尺空間作舉行活動及會議用途，同時提供影印、康樂用品租借、福利店文具和會物售賣等。城大學生會幹事會署理會長劉浚傑指出自立門戶後，可於城大以外地方服務同學。

#### 學院及學部聯會
學院及學部聯會以及學科聯會是學生會轄下組織。目前學生會轄下有三個學院及學部聯會，分別是商學院及學部聯會、人文社會科學院及學部聯會，以及科學及工程學院及學部聯會。另外，學生會轄下有二十一個學科聯會：
- 商學院：會計學學科聯會、經濟及金融學學科聯會、資訊系統學科聯會、管理學學科聯會、管理科學學科聯會、市場營銷學學科聯會[63]
- 人文社會科學院：應用社會科學學科聯會、中文、翻譯及語言學學科聯會、英文學科聯會、媒體及傳播學科聯會、公共行政學科聯會[64]
- 科學院及工程學院：生物及化學學科聯會、建築學學科聯會、電腦科學學科聯會、電子工程學科聯會、生物醫學工程學及機械工程學及系統工程及工程管理學學科聯會、數學學科聯會、物理及材料科學學科聯會[65]
- 能源及環境學科聯會[66]
- 創意媒體學科聯會[67]
- 法律學科聯會[68]

#### 屬會
目前學生會有超過三十個屬會，包括體育，水上運動，音樂，戲劇，電影，漫畫和動畫，象棋與橋樑，辯論，投資以及宗教團體。
較知名的學會包括天文學會、投資及財務學會、旅學會、舞蹈學會、戲劇社、動漫畫同人誌、電影學會、健體學會等，上述屬會每年均於「木人巷」招收會員。
除了興趣組織以外，學生會轄下還有宿生會，服務居住大學宿舍的學生會會員。

### 研究生會
香港城市大學研究生會（英語：CityU Postgraduate Association，簡稱CUPA）成立於1996年，致力為城大的研究生提供更好的學術與學習環境，增進大學各部門與研究生群體的溝通。

### 運動隊
城大運動代表隊由學生發展處（SDS）體育部統籌，在2017年度於十三所香港大專院校參與的香港大專體育協會賽事中第九次榮膺男子、女子團體總冠軍，並囊括「大專全年最佳男、女子運動員」獎項，打破香港大專運動史上的紀錄。

| - 田徑 - 羽毛球 - 籃球 - 越野 - 擊劍 - 手球 - 空手道 - 欖球 - 足球 | - 壁球 - 游泳 - 乒乓球 - 跆拳道 - 網球 - 排球 - 活木球 - 水球 - 龍舟 |

### 文化團體
除了附屬於學生會的組織外，校內還有其他由學生發展處或文康委員會統籌的社團及文化團體，包括管弦樂團、合唱團和辯論隊。這些組織定時舉辦各類活動，由文康委員會統籌及公佈。

## 校友

### 組織
- 校友聯絡處（Alumni Relations Office），校方為校友提供城大發展及校友服務的最新資訊。

### 校友會及同學會
- 香港城市大學評議會（The Convocation of the City University of Hong Kong）是根據大學條例而成立的畢業生法定組織。大學評議會常務委員會努力加強校友的網絡及促進校友參與大學發展，透過不同的途徑包括活動及服務，增加校友對母校的支持。
- 香港城市大學校友會（City University of Hong Kong Alumni Association，簡稱Cityuaa），是城大畢業生組織。
- 城賢匯（CityU Eminence Society），是一個校友組織，組織旨在凝聚熱心支持母校的校友，積極運用各方人士的資源、專業知識及人脈網絡，以促進城大發展，並服務社會。[83]
- 香港城市大學深圳校友聯誼會
- 香港城市大學上海校友聯誼會
- 香港城市大學北京校友聯誼會

## 出版

### 香港城市大學出版社
香港城市大學出版社（页面存档备份，存于）1996年成立，是大學的出版部門，主要出版三類書籍：學術書籍，專業書籍及一般書籍，範圍涵蓋文、理、工、社科、商、教育及法政等方面，尤其專於出版有關中國研究、香港研究、亞洲研究、政治和公共政策的書籍。

### 刊物
| 標題         | 類型     | 受眾     | 發布者       | 頻率 | 鏈接                   |
| ------------ | -------- | -------- | ------------ | ---- | ---------------------- |
| 每月電子通訊 | 電子雜誌 | 公眾     | 傳訊及公關處 | 每月 | （页面存档备份，存于） |
| 今日城大     | 雜誌     | 公眾     | 傳訊及公關處 | 每季 | （页面存档备份，存于） |
| 城大校友網   | 雜誌     | 校友     | 校友聯絡處   | 每年 | （页面存档备份，存于） |
| CityUpbeats  | 雜誌     | 學生     | 學生發展處   | 每季 | （页面存档备份，存于） |
| DiverCity    | 博客     | 國際學生 | 環球事務處   | 每月 | （页面存档备份，存于） |

## 合作院校機構

### 策略夥伴
- 賽馬會動物醫學及生命科學院與康奈爾大學
- 「海洋污染國家重點實驗室」是香港目前唯一從事海洋生態環境的國家級科研機構，由香港城市大學領銜，與香港浸會大學、香港中文大學、香港理工大學、香港科技大學、香港大學、香港教育大學組成的專家團隊共同組建
- 與國立臺灣大學合辦的聯合博士課程[84]
- 與哥倫比亞大學合辦的聯合課程[85]
- 理學院與英國愛丁堡大學（計算數學理學士）及曼徹斯特大學（化學學士）合辦的雙聯學士學位課程
- 商學院與清華大學合辦的雙碩士課程[86]
- 創意媒體學院與倫法那呂訥堡大學合辦的聯合課程[87]
- 與每年評選诺贝尔生理學或医学奖得主、擁有207年歷史的瑞典卡羅林斯卡學院簽訂合作備忘錄，為兩校的學術合作、文化交流及教研如健康工程學、細胞之間相互作用及遺傳學等合作制訂框架。[88]
- 與牛津大學合作成立「牛津大學—城大心腦血管健康工程學研究中心」（健康工程學中心）[89]
- 電機工程學系
  - 與ASM太平洋科技有限公司、金山工業（集團）有限公司、Microsoft香港、信和集團、數碼通、信佳國際集團有限公司六間企業共建聯合實驗室，促進科研及知識技術轉移[90]
  - 「太赫茲及毫米波國家重點實驗室」與東南大學毫米波國家重點實驗室[91]

### 姐妹校
2020年的統計顯示，城大在44个國家或地區400多個夥伴院校結盟，每年超過1200名學生到其他國家交流。

| - 南非 - 斯泰倫博斯大學 - 開普敦大學 - 中国大陆 - 北京理工大學 - 中央財經大學 - 華東師範大學 - 復旦大學 - 華中科技大學 - 吉林大學 - 蘭州大學 - 南京大學 - 南開大學 - 北京大學 - 中國人民大學 - 山東大學 - 上海交通大學 - 上海財經大學 - 四川大學 - 西南交通大學 - 中山大學 - 天津大學 - 清華大學 - 中國科學技術大學 - 武漢大學 - 西安交通大學 - 新疆大學 - 浙江大學 - 印度 - 德里印度理工學院 - 日本 - 青山學院大學 - 中央大學 - 北海道大學 - 慶應義塾大學 - 明治大學 - 名古屋商學院大學 - 立命館亞洲太平洋大學 - 上智大學 - 東北大學 - 早稻田大學 - - 韓國科學技術院 - 高麗大學 - 首爾大學 - 成均館大學 - 延世大學 - 马来西亚 - 馬來西亞理科大學 - 馬來亞大學 - 新加坡 - 南洋理工大學 - 新加坡國立大學 - 新加坡管理大學 - 新加坡科技設計大學 - 臺灣 - 天主教輔仁大學 - 國立成功大學 - 國立政治大學 - 國立交通大學 - 國立中山大學 - 國立臺灣大學 - 國立清華大學 - 元智大學 - 泰國 - 朱拉隆功大學 - 奥地利 - 约翰·开普勒林茨大学 - 上奧地利應用科技大學 - 維也納大學 - 維也納經濟大學 - 比利时 - 天主教魯汶大學 - 布魯塞爾自由大學 - 安特衛普大學 | - - 札格雷布大學 - 捷克 - 布拉格經濟大學 - 丹麦 - 奧胡斯大學 - 哥本哈根商學院 - 哥本哈根大學 - 芬兰 - 阿爾託大學 - 漢肯經濟學院 - 赫爾辛基大學 - 法國 - 南特高等商學院 - 北方高等商學院 - 里昂商學院 - ESCP歐洲高等商學院 - 格勒諾布爾高等商學院 - 巴黎政治學院 - 諾歐商學院 - 巴黎第十大學 - 巴黎第九大學 - 巴黎第一大學 - 德国 - 蒂賓根大學 - 歐洲商學院 - 法蘭克福大學 - 萊比錫商管研究生學院 - 多特蒙德國際管理學院 - 卡爾斯魯厄理工學院 - 卡爾斯魯厄應用技術大學 - 慕尼黑工業大學 - 拜羅伊特大學 - 科隆大學 - 曼海姆大學 - 奧托貝森管理研究院 - 匈牙利 - 布達佩斯考文紐斯大學 - 羅蘭大學 - 爱尔兰 - 愛爾蘭國立大學戈爾韋分校 - 都柏林聖三一大學 - 都柏林大學 - 義大利 - 博洛尼亞大學 - 博科尼大學 - 羅馬大學 - 拉脫維亞 - 里加斯德哥爾摩經濟學院 - 拉脫維亞大學 - 立陶宛 - 維爾紐斯大學 - 荷蘭 - 鹿特丹伊拉斯姆斯大學伊拉斯姆斯經濟學院 - 萊頓大學 - 馬斯特里赫特大學 - 奈梅亨拉德伯德大學 - 伊拉斯姆斯大學鹿特丹管理學院 - 蒂爾堡大學 - 阿姆斯特丹大學 - 格羅寧根大學 - 阿姆斯特丹自由大學 - 挪威 - BI挪威商學院 - 挪威經濟學院 - 奧斯陸大學 - 波蘭 - 華沙經濟大學 - 葡萄牙 - 葡萄牙天主教大學 - 里斯本新大學 - 羅馬尼亞 - 布加勒斯特大學 | - 俄羅斯 - 聖彼得堡國立大學 - 斯洛維尼亞 - 盧比安納大學 - 西班牙 - 巴塞隆拿自治大學 - 馬德里自治大學 - 拉蒙·柳利大學ESADE商學院 - 馬德里卡洛斯三世大學 - 納瓦拉大學 - 龐培法布拉大學 - 巴塞隆拿大學 - 瑞典 - 延雪平大學 - 林雪平大學 - 隆德大學 - 斯德哥爾摩大學 - 哥德堡大學 - 烏普薩拉大學 - 瑞士 - 伯恩大學 - 日內瓦大學 - 蘇黎世大學 - 英国 - 阿斯頓大學 - 卡迪夫大學 - 蘭卡斯特大學 - 羅浮堡大學 - 鴨巴甸大學 - 巴斯大學 - 鄧迪大學 - 東英吉利亞大學 - 肯特大學 - 列斯大學 - 利物浦大學 - 紐卡素大學 - 諾定咸大學 - 錫菲大學 - 士他令大學 - 斯特拉斯克萊德大學 - 薩里大學 - 華威大學 - 約克大學 - 以色列 - 耶路撒冷希伯來大學 - 以色列理工學院 - 土耳其 - 畢爾肯大學 - 海峽大學 - 科奇大學 - 加拿大 - 布洛克大學 - 協和大學 - 蒙特利爾高等商學院 - 休倫大學學院 - 麥基爾大學 - 麥克馬斯特大學 - 艾利森山大學 - 女王大學 - 聖瑪麗山大學 - 西門菲莎大學 - 卑詩大學 - 卡爾加里大學 - 拉瓦爾大學 - 曼尼托巴大學 - 渥太華大學 - 多倫多大學 - 維多利亞大學 - 滑鐵盧大學 - 西安大略大學 - 約克大學 | - 美国 - 卡內基·梅隆大學 - 紐約市立大學 - 克拉克森大學 - 卓克索大學 - 喬治梅森大學 - 印第安那大學 - 艾奧瓦州立大學 - 密歇根州立大學 - 東北大學 - 俄勒岡州立大學 - 佩珀代因大學 - 普渡大學 - 聖路易大學 - 三藩市州立大學 - 聖荷西州立大學 - 石溪大學 - 薩福克大學 - 雪城大學 - 阿肯色大學 - 阿肯色大學小石城分校 - 聖塔克魯茲加利福尼亞大學 - 科羅拉多大學波德分校 - 喬治亞大學 - 夏威夷大學希洛分校 - 夏威夷大學馬諾阿分校 - 麻州大學達特茅斯分校 - 明尼蘇達大學 - 新罕布夏大學 - 北卡羅來納大學艾塞維亞分校 - 北卡羅來納大學格林斯伯勒分校 - 奧克拉荷馬大學 - 南卡羅萊納大學 - 田納西大學 - 佛蒙特大學 - 威斯康星大學拉克羅斯分校 - 威斯康辛大學麥迪遜分校 - 華盛頓州立大學 - - 澳洲國立大學 - 科廷大學 - 格里菲斯大學 - 拉籌伯大學 - 蒙納許大學 - 昆士蘭科技大學 - 墨爾本皇家理工大學 - 澳洲南十字星大學 - 阿德萊德大學 - 新南威爾斯大學 - 紐卡斯爾大學 - 塔斯馬尼亞大學 - 雪梨科技大學 - 西悉尼大學 - 新西兰 - 奧克蘭理工大學 - 奧克蘭大學 - 威靈頓維多利亞大學 - 智利 - 智利天主教大學 - 墨西哥 - 蒙特雷科技大學 |

## 爭議事件

### 城大理大合併案
城大理大合併案是指2004年4月至2006年6月期間，時任城大校董會主席胡應湘提出香港城市大學與香港理工大學深入協作，以達至兩校合併的計劃。

### 食水含鉛超標
2015年7月，香港部分設施被揭發食水含重金屬量超標。城市大學學生會把校內4個樣本送往化驗，發現兩個取自邵逸夫創意媒體中心分別超出世衛標準八成及一成。校方成立專責小組調查校園飲用水含鉛成因。大學其後進行了更換喉管的工程，亦會定期檢測食水樣本及有關的監測工作，確保校園飲用水符合安全標準。

### 禁學生會賣民族黨產品
城市大學學生會幹事會於2017年4月在會室寄賣香港民族黨產品，校方以「校園內不得進行商業活動」為由，禁止學生會寄賣。學生會認為此舉為政治打壓，會寄賣產品直至6月30日。其後，城大學生會評議會於社交媒體發出通告，指活動含有商業及宣傳成份，有違學生會宗旨；而香港民族黨在香港並非一個有註册證明的非牟利團體，為民族黨籌款，並不恰當，故要求停止寄賣活動。學生會幹事會最終取消活動。

### 胡法光運動中心陳大河綜合會堂天花倒塌事件
2016年5月，胡法光運動中心陳大河綜合會堂整個天花倒塌，面積為35乘以40米。事件中3人受傷。倒塌事件使校友亦關注事件，在Facebook上開設群組「城市大學天花倒塌事件校友關注組」，向校長郭位發聯署信及收集簽名，促請校長徹查事件。校長郭位教授宣布成立一個三人小組調查事件。2017年5月屋宇署發表最終調查報告，指由於屋頂結構的地台較原設計厚、其後在屋頂所鋪設的綠化覆蓋面及綠化覆蓋面局部積水會引致超重，最終造成倒塌。署方將調查結果交予律政司，決定不提出檢控。

### 動物醫學院診所
為配合教研發展，城大於2016年購置滙商場擬作城大動物醫學院診所，部分業主對該商場用途關注，城大就此與丰滙業主委員會代表會面溝通。

### 民主牆出現冒犯標語事件
2017年9月8日深夜，有三名人士試圖在香港城市大學的民主牆貼出奚落蔡若蓮喪子字句，當保安員要求出示證件時逃去，後來確認其中一名暱稱「肥蔡」的人士曾經就讀城市大學專上學院（現為香港伍倫貢學院，隸屬澳洲伍倫貢大學），此人士聲稱不知自己犯了那條法例，揚言請找警察把他拘捕。

### 涉瞞報數據及國際排名
2017年11月，《蘋果日報》報導香港城市大學向國際高等教育資訊商业機構QS（Quacquarelli Symonds）提交的學生人數資料，對比本港大學教育資助委員會數字，發現兩者差距高達三成。城大發出聲明，認為報導並不正確。指每年均按照QS世界大學排名榜的要求和指引，呈交該學年的學生人數。QS的審查亦確認城大所呈交的數據無誤。2018年1月城大發聲明指，其委託會計師事務所已完成城大申報學生數據的獨立審查，確認沒有發現任何申報有不符合QS數據範疇之處。

### 分組功課涉嫌干預學生學術自主
2019年10月，市場營銷學系助理教授陳勇錦博士於電子市場學一科的向全班學生發電郵，指學生如在課堂簡報中宣揚政治議題或理念，將給予全組學生零分；該電郵引起學生不滿，認為部分人只是把近日的社會議題融入課堂簡報，與課程內容息息相關，並非在課堂叫口號或影響課堂秩序。城大表明不知悉相關老師的言論，會進一步了解。城大學生會其後翻查大學發出之課程評核政策及原則，表示陳的評分政策明顯不符大學評核方針，而且有違大學維護言論自由的承諾。民主派組織前線科技人員指，該爭議當中是有同學在分組功課當中以喜茶及美國街頭鞋履品牌Vans作為簡報，符合相關科目的內容，只係當中涉及香港最近政治爭議但並非離題，直指該名教授『撩事鬥非在先』，刻意挑起矛盾。又指市場學非常多學術文章曾討論政治議題和市場學的關係，在有關功課適量討論政治非常合理。

### 民主女神被毀
2019年7月23日旁晚一名操普通話男子撕掉民主牆上的海報後，將旁邊的民主女神像推倒在地。他及後被控一項刑事損壞並願賠償損失。

### 訂立新條款禁二次創作校歌校徽
2020年11月，校方教務會通過修訂學生紀律守則，不過修訂內容未有公開。消息指是訂立新條款，禁止學生破壞大學品牌及形象的行為，包括就校歌、校徽或任何其他可以代表大學身份的元素進行未經授權使用、修改、損毀及進行二次創作等用途。同時將相關紀律處分由「保留直至畢業或退學為止」改為「最多保留至學生畢業或退學後七年」。《城市廣播》形容有關的修訂為城大版的「校歌法」和「校徽法」。學生會批評校方的做法收窄學生自由，如數年前有人利用校徽二次創作「反枱」，會影響同學不敢再使用。城大任教的教協會長馮偉華認為大學是自由的地方，從未聽過“咁小家”的做法。

### 校方或有意修改校名
2021年3月，香港城市大學教務會上有人提出更改校名，包括改為「南洋大學」或「華南大學」。研究生會代表表明反對，而學生會認為校方需先諮詢學生意見。城大表示校方對更改校名一事未有定案，但指出有許多教授有強烈的聲音認為目前校名無法反映該校的學術與科研成果。

### 校方收回學生會會址和拆除民主牆
2022年2月8日，城大校方以學生會未有在限期內交出十多年的審計報告為由，表示會在7日內收回會址。最後城大學生會於限期前遷出和舉行告別禮。城大學生會會長劉浚傑致辭指目前香港多間大學都不再承認學生會，認為“時代已不再容許任何學生會存在”。而設施管理處以違反防疫問題為由，一度要求拍攝在會址逗留學生的學生證作紀錄。其後職員與學生會代表短暫談判後便離開會場。到同年2月19日，校內楊建文學術樓的「民主牆」被清拆，僅剩下黑色玻璃支架，並在前方加設圍欄。

### 臨別禮事件 校方向警方國安處舉報學生
2022年2月，校方收回城大學生會會址後，有學生舉辦告別禮。當日學生聚集並遊行，亦有張貼民主牆及高叫口號。據悉校方就事件報案，警方國安處到同年2月20日接手調查和派員到校內蒐證。
到同年4月11日，城大設施管理處以電郵通知超過35名曾出席臨別禮的學生，指他們涉嫌違反多條法例，包括《刑事罪行條例》第9章「煽動意圖罪」、在Cut Price及城大民主牆刑事毀壞、限聚令、於非開放時間在校園逗留、對城大保安進行辱罵和在校外非法交換學生證。校方要求他們於7日內作出回應，是否承認指控。有學生批評是「秋後算帳」，是恐嚇支持學生會的學生。不過，城市大回覆媒體查詢時卻表示「大學管理層並不知情」。而事件中有14名學生在「民主牆」前拍照留念，之後被票控違反「限聚令」，指他們參與受禁多戶聚集。14人到2022年9月23日在九龍城裁判法院承認傳票控罪，最後判每人罰款7,000元。裁判官崔美霞批評學生「行為罔顧法律，嚴重影響公共衛生安全」，忽略作為市民維持公共衛生的責任。官接納案發時間短暫，考慮初犯、求情陳詞及經濟背景，認為適合判處罰款。

## 外部連結
- 官方网站

22°20′11″N 114°10′23″E / 22.336269°N 114.173166°E